# 1. Februar
Der 1. Februar (im Süden des deutschsprachigen Raumes auch 1. Feber) ist der 32. Tag des gregorianischen Kalenders, somit bleiben 333 Tage (in Schaltjahren 334 Tage) bis zum Jahresende.

## Ereignisse

### Politik und Weltgeschehen

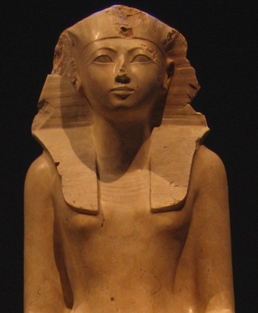
1477 v. Chr.: Hatschepsut

- 1477 v. Chr.: (vermutl.) Am 29. Mechir des Ägyptischen Kalenders wird Hatschepsut neben ihrem Stiefsohn und Neffen Thutmosis III., für den sie schon zwei Jahre die Regentschaft geführt hat, zur Pharaonin des Neuen Reiches im Alten Ägypten gekrönt.

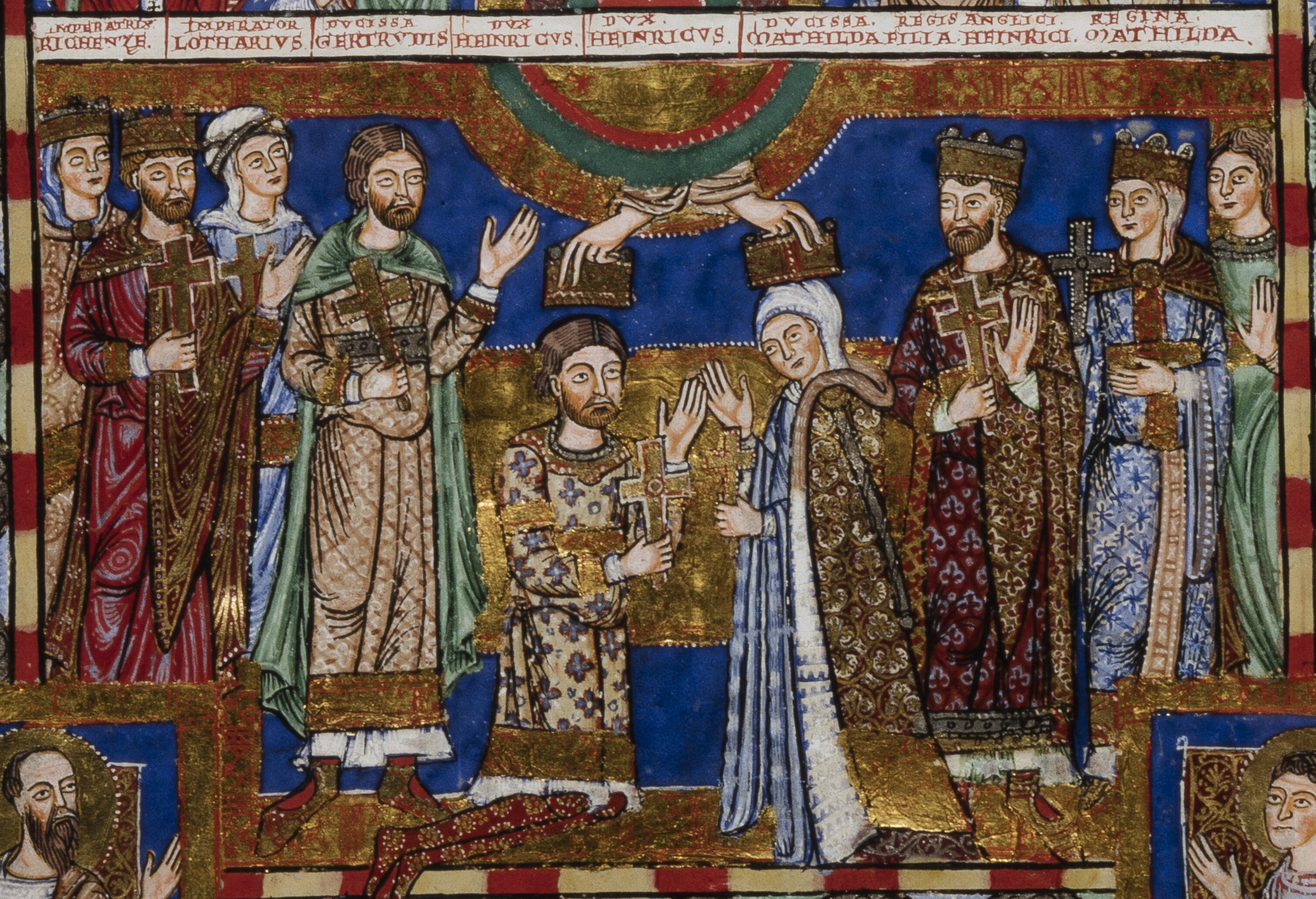
1168: Heinrich der Löwe und Mathilde

- 1168: Herzog Heinrich der Löwe heiratet im Mindener Dom die erst zwölfjährige Mathilde Plantagenet, die Tochter König Heinrichs II. von England.
- 1327: Nach der Abdankung seines Vaters Edward II. wird der jugendliche Edward III. zum König von England gekrönt. Am Beginn seiner Herrschaft steht er unter der Vormundschaft seiner Mutter Isabella und ihres Geliebten Roger Mortimer, 1. Earl of March.
- 1411: Der Erste Frieden von Thorn beendet die militärische Auseinandersetzung zwischen Deutschem Orden sowie dem polnischen König Władysław II. Jagiełło und dem mit ihm verbündeten Großfürsten Witold von Litauen, welche in der Schlacht bei Tannenberg im Juli 1410 gegipfelt ist.

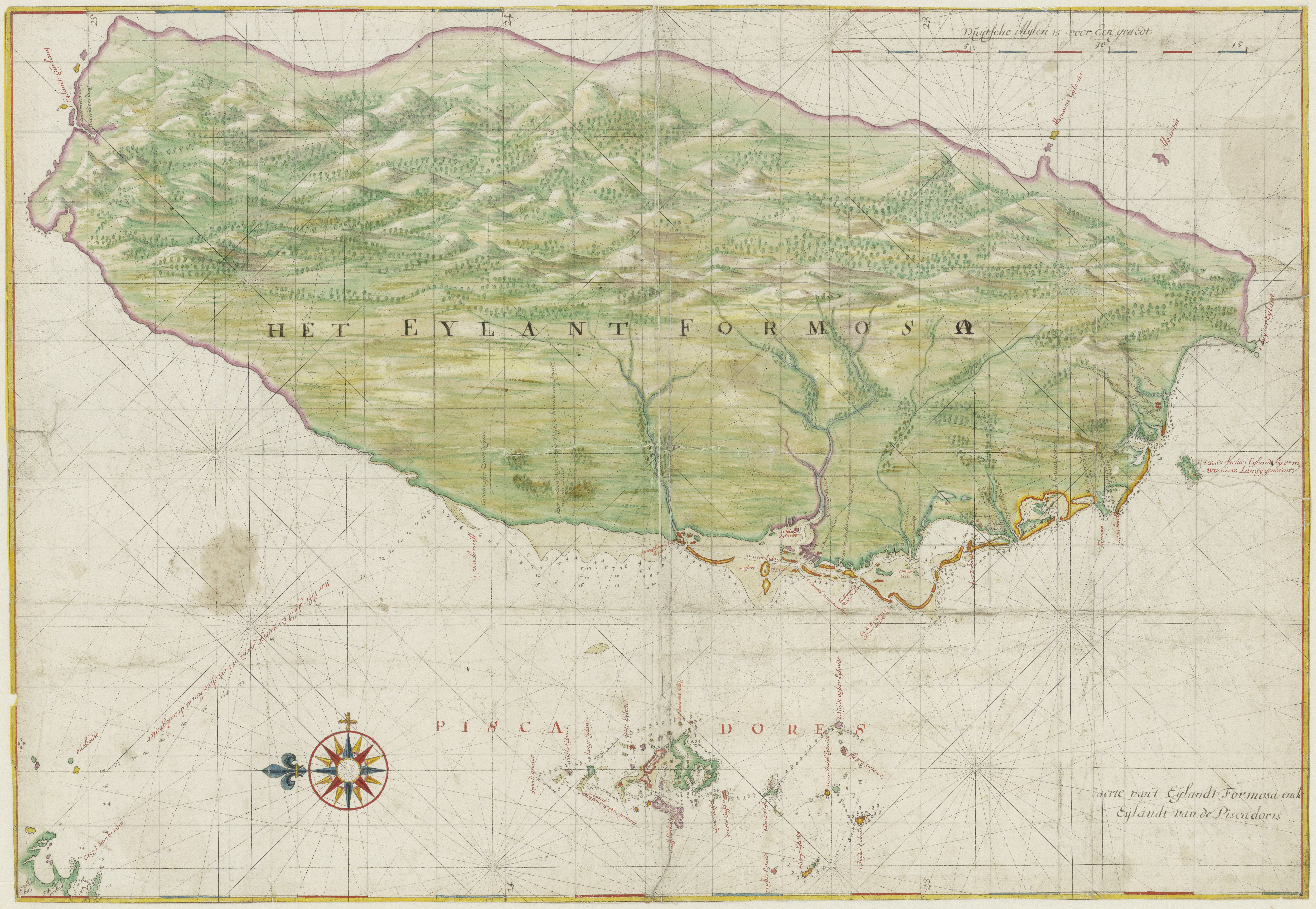
1662: Formosa

- 1662: Die Republik der Sieben Vereinigten Provinzen verliert die Insel Formosa nach 38 Jahren Kolonialherrschaft an die Streitmacht des chinesischen Armeeführers und Piraten Koxinga.
- 1702: Der im Spanischen Erbfolgekrieg von Prinz Eugen von Savoyen beabsichtigte Handstreich von Cremona gegen die von Franzosen gehaltene Stadt endet nach Anfangserfolgen mit dem Rückzug seiner kaiserlichen Truppen.
- 1717: Der Stumme Sejm von 1717 beendet formell den unter russischem Einfluss stehenden Aufstand der Konföderation von Tarnogród gegen König August II. von Polen-Litauen. Im Stummen Sejm ist die Goldene Freiheit des Liberum Veto den Abgeordneten des Sejms, des polnischen Parlaments, verwehrt.
- 1720: Schweden schließt im Großen Nordischen Krieg mit Preußen den Frieden von Stockholm. Gegen Zahlung von zwei Millionen Talern erhält Preußen Stettin, Usedom, Wolin und Vorpommern bis zur Peene.
- 1733: Der Tod von König August dem Starken führt zu Thronfolgestreitigkeiten, die noch im selben Jahr in den Polnischen Erbfolgekrieg münden. Im Kurfürstentum Sachsen übernimmt sein Sohn Friedrich August II. die Regentschaft.
- 1793: Nach einer Kriegserklärung durch das revolutionäre Frankreich tritt Großbritannien als Verbündeter der österreichisch-preußischen Koalition gegen Frankreich in den Ersten Koalitionskrieg ein.
- 1823: Der gegen Kaiser Agustín de Iturbide gerichtete Plan von Casa Mata, der zur Umwandlung Mexikos in eine föderale Republik führen soll, wird von führenden Militärs wie Antonio López de Santa Anna und Guadalupe Victoria verabschiedet.
- 1856: In Wien kommen die Vertreter Großbritanniens, Frankreichs, der Türkei und Russlands zu einer Konferenz zur Beendigung des Krimkriegs zusammen. Das ausgehandelte Papier wird Grundlage für den am 25. Februar beginnenden Pariser Kongress.
- 1861: Mit Texas tritt der siebte Südstaat aus den Vereinigten Staaten von Amerika aus. Im März tritt es den Konföderierten Staaten von Amerika bei.
- 1864: Nach dem Ablauf eines Ultimatums zur Zurücknahme der mit dem Londoner Protokoll in Widerspruch stehenden Novemberverfassung für den dänischen Gesamtstaat überschreiten österreichisch-preußische Truppen unter Friedrich von Wrangel die Eider und greifen Dänemark an. Damit beginnt der Deutsch-Dänische Krieg.
- 1908: Carlos I. und Luis Philippe, König bzw. Kronprinz von Portugal werden in Lissabon bei einem Attentat erschossen. Der 18-jährige Manuel II. besteigt somit als letzter König den portugiesischen Thron.

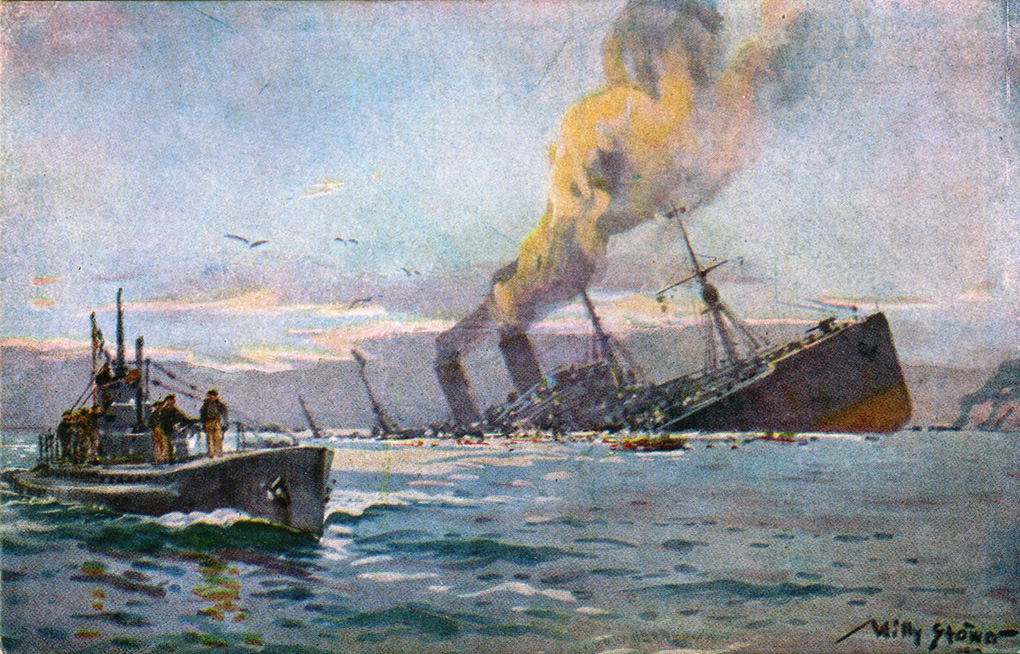
1917: Szene aus dem U-Boot-Krieg von Willy Stöwer

- 1917: Die deutsche Marine eröffnet im Zuge des Ersten Weltkrieges den uneingeschränkten U-Boot-Krieg in den Sperrgebieten um Großbritannien, Frankreich und im Mittelmeer.

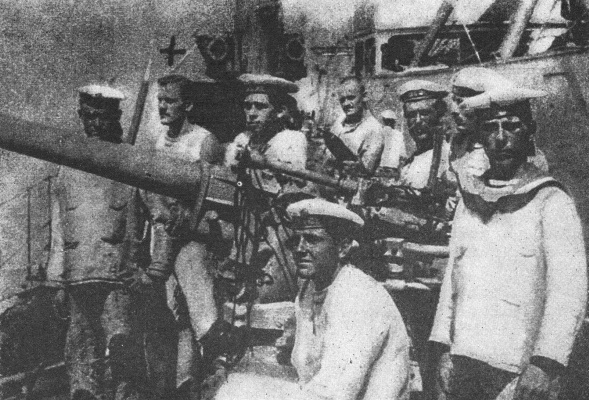
1918: Revoltierende Seeleute

- 1918: Auf vierzig Schiffen der österreichisch-ungarischen Kriegsflotte beginnt im Ersten Weltkrieg mit dem Hissen roter Fahnen im Hafen von Kotor ein Matrosenaufstand. Die Offiziere werden entwaffnet und Matrosenräte gebildet.
- 1920: Durch Zusammenlegung der North West Mounted Police (NWMP) mit der Dominion Police entsteht die Royal Canadian Mounted Police als in ganz Kanada zuständige Bundespolizei.
- 1933: Zwei Tage nach der Ernennung Adolf Hitlers zum Reichskanzler löst Reichspräsident Paul von Hindenburg auf dessen Wunsch den deutschen Reichstag auf. Die Nationalsozialisten setzen damit einen weiteren Schritt zur „Machtergreifung“ und zur Auflösung der Weimarer Republik.
- 1942: Der US-amerikanische Regierungssender Voice of America strahlt sein erstes Programm in deutscher Sprache über britische Sendeanlagen aus.

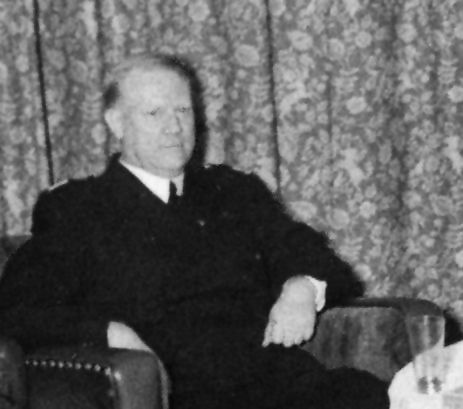
1942: Vidkun Quisling

- 1942: Die Nationalsozialisten setzen Vidkun Quisling von der Nasjonal Samling als Ministerpräsidenten des im Zweiten Weltkrieg besetzten Norwegen ein, er hat jedoch neben Reichskommissar Josef Terboven kaum Kompetenzen.
- 1945: Durch kommunistische Volksgerichte wird die politische, militärische und intellektuelle Elite Bulgariens auf Anordnung Moskaus zum Tode verurteilt, darunter 67 Parlamentsabgeordnete, alle Mitglieder der Regierungen zwischen 1941 und 3. September 1944, die Regenten des Zaren (Prinz Kyril, Bogdan Filow und Nikola Michow), neun Staats- und Regierungssekretäre, die Verleger der großen Zeitungen und Zeitschriften, 47 Generäle und Offiziere.
- 1946: Der Norweger Trygve Lie tritt sein Amt als erster Generalsekretär der Vereinten Nationen an.
- 1946: In Ungarn wird die Republik ausgerufen. Zoltán Tildy wird von den Parlamentariern als Staatspräsident gewählt.

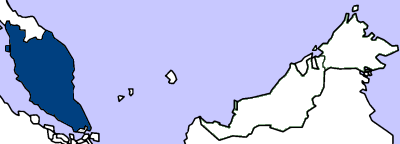
1948: Karte der Föderation Malaya

- 1948: Nach der Auflösung der nur unter britischem Druck zustande gekommenen ungeliebten Malaiischen Union wird die Föderation Malaya gegründet. Sie umfasst die malaiischen Staaten (Federated Malay States und Unfederated Malay States) sowie die beiden britischen Kronkolonien Penang und Malakka.

1958: Vereinigte Arabische Republik

- 1958: Ägypten unter Gamal Abdel Nasser und Syrien schließen sich im Zeichen des Panarabismus zur Vereinigten Arabischen Republik zusammen.

1959: Ergebnis der Volksabstimmung in der Schweiz

- 1959: In der Schweiz lehnt in einer Volksabstimmung die abstimmende männliche Bevölkerung mit deutlicher Mehrheit die Einführung des Frauenstimm- und -wahlrechts für die Bundesebene ab. Nur in den Kantonen Waadt, Neuenburg und Genf ist eine Mehrheit dafür. In Reaktion auf die Abstimmung führt dennoch Waadt als erster Kanton mit Wirkung zum 1. Februar das Frauenstimm- und -wahlrecht auf Kantons- und Gemeindeebene ein.
- 1960: In Greensboro (North Carolina) veranstalten afroamerikanische Studenten das weltweit erste Sit-in. Mit dem Sitzstreik protestieren sie gegen das Reservieren eines Restaurants ausschließlich für Weiße.
- 1965: Zu Ehren des wenige Tage zuvor verstorbenen Sir Winston Churchill wird in Neufundland und Labrador der 856 km lange Hamilton River in Churchill River umbenannt.
- 1968: Im Vietnamkrieg tötet der Polizeichef von Saigon Nguyễn Ngọc Loan vor Reportern den festgenommenen Vietcong Nguyễn Văn Lém durch Kopfschuss. Ein Foto dieser Exekution wird zu einem der bekanntesten Bilder des 20. Jahrhunderts.
- 1977: Südafrika entlässt KwaZulu als Homeland in eine bedingte Eigenständigkeit.
- 1977: Weitere 208 Unterzeichner unterstützen die zum Jahresbeginn veröffentlichte Charta 77 in der Tschechoslowakei. Sie bieten damit einer eingesetzten intensiven staatlichen Kampagne gegen diese Petition über Menschenrechtsverletzungen seitens des Regimes die Stirn.
- 1978: Urho Kekkonen wird in Finnland zum fünften Mal in seinem Amt als Staatspräsident bestätigt. Er wird damit das bisher am längsten amtierende Staatsoberhaupt in einer Demokratie.

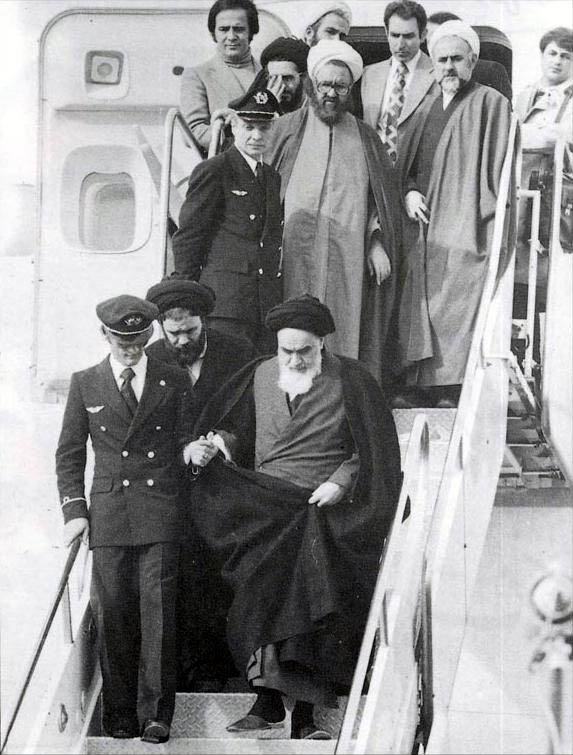
1979: Chomeinis Ankunft in Teheran

- 1979: Ajatollah Ruhollah Chomeini kehrt im Zuge der Islamischen Revolution nach 15 Jahren im Exil wieder in den Iran zurück, nachdem Schah Mohammad Reza Pahlavi das Land verlassen hat.

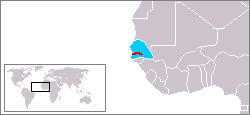
1982: Senegambia

- 1982: Senegal und Gambia unterzeichnen einen Konföderationsvertrag zur Bildung der Konföderation Senegambia. Dieser sieht die Vereinigung der Streitkräfte, der Währung und des Wirtschaftsraumes der beiden Länder vor.
- 1985: In Gauting wird Ernst Zimmermann, Vorstandsvorsitzender der Motoren- und Turbinen-Union (MTU), in seinem Haus von RAF-Mitgliedern erschossen.
- 1991: Im Zweiten Golfkrieg sind die irakischen Truppen nach der Schlacht um Chafdschi gezwungen, sich nach dem Sieg der Streitkräfte Saudi-Arabiens aus saudischem Gebiet zurückzuziehen.
- 1999: Die Lissabon-Konvention wird wirksam. Die sie ratifizierenden Länder erkennen im Ausland erbrachte Studienleistungen im Hochschulbereich in der europäischen Region an.
- 2001: José Maria Neves wird nach dem Sieg der Partido Africano da Independência da Guiné e Cabo Verde bei den Wahlen vom 14. Januar Premierminister von Kap Verde.
- 2005: Der nepalesische König Gyanendra ruft den Notstand aus und setzt die Regierung des Himalayastaates ab, weil er ihr Versagen bei der Vorbereitung der Wahlen im April 2005 und im Kampf gegen die Kommunistische Partei Nepals vorwirft. Das führt zu einem Generalstreik und mehrwöchigen Massendemonstrationen gegen den Monarchen.
- 2009: In Island übernimmt Jóhanna Sigurðardóttir die Regierungsgeschäfte. Sie ist die erste Frau in diesem Amt in Island und weltweit die erste Regierungschefin in einer gleichgeschlechtlichen Partnerschaft.
- 2021: Militärputsch in Myanmar 2021 fand statt.

### Wirtschaft
- 1788: Isaac Briggs und William Longstreet lassen sich das erste Dampfschiff patentieren.
- 1851: Das Handelshaus Gebrüder Volkart wird mit Sitz in Winterthur und in Bombay gegründet. Es entwickelt sich zu einem der über Jahrzehnte hinweg weltweit größten Baumwollhändler.
- 1866: In der Kopenhagener Presse erscheinen die ersten Meldungen der frisch gegründeten dänischen Nachrichtenagentur Ritzau.

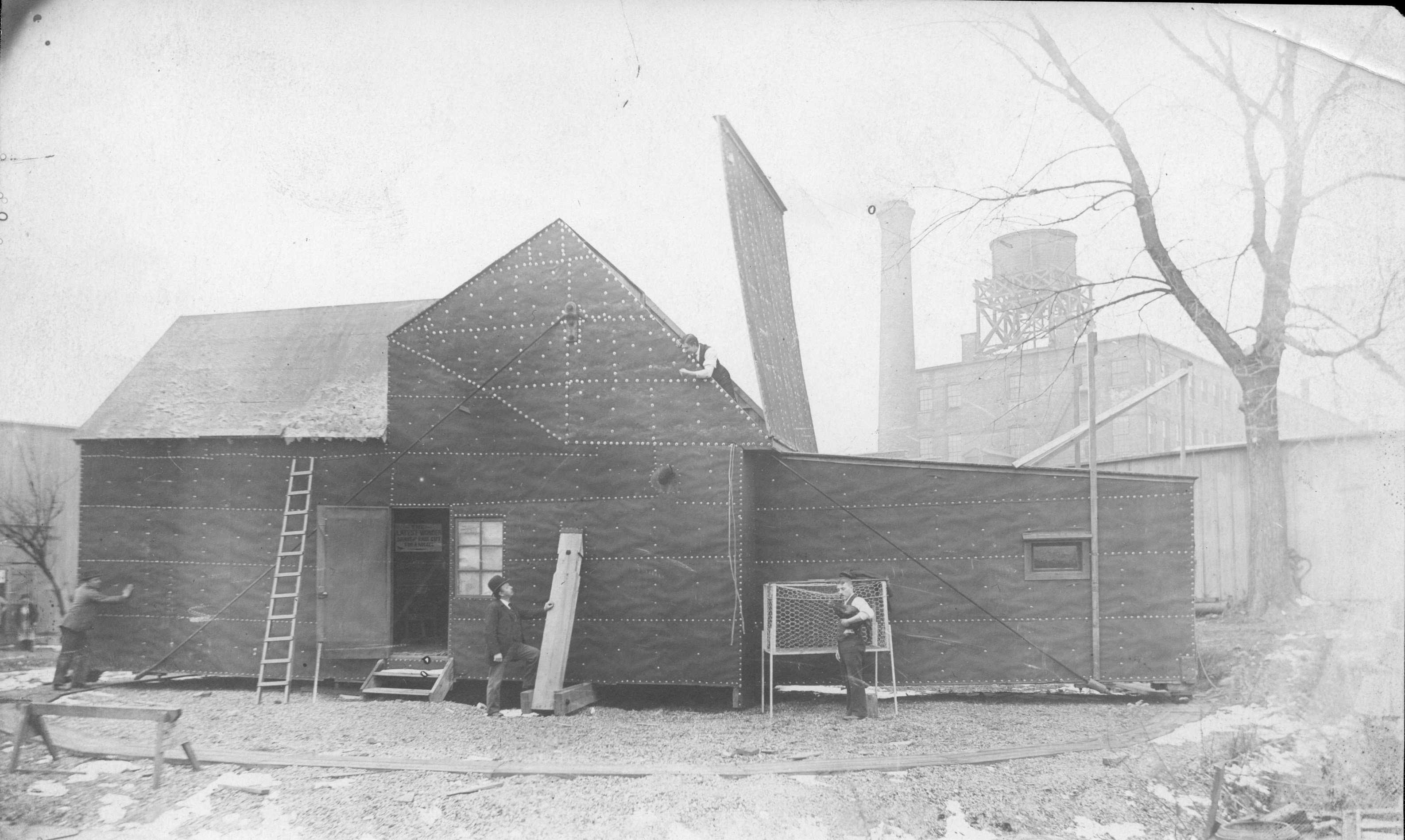
1893: Filmstudio Black Maria

- 1893: Auf dem Firmengelände der Edison Manufacturing Company in West Orange im US-Bundesstaat New Jersey wird das erste kommerzielle Filmstudio fertiggestellt. Das Kinetographic Theater wird unter dem Namen Black Maria zum Begriff.
- 1912: Die liechtensteinische Post bringt ihre ersten eigenen Briefmarken heraus.

1968: Logo der Penn Central

- 1968: Durch die Fusion der zwei rivalisierenden Eisenbahngesellschaften New York Central (NYC) und Pennsylvania Railroad (PRR) entsteht die Penn Central Company (PC) mit Sitz in Philadelphia. Sie geht nur zwei Jahre später in Konkurs.
- 1982: Intel stellt den Mikroprozessor 80286 vor, der den neuen Betriebsmodus „Protected Mode“ einführt und später als Basis von IBMs PC AT dienen wird.
- 1991: Das US-amerikanische Unternehmen id Software wird gegründet. Bekannt wird es vor allem durch seine in den 1990er Jahren entwickelten Computerspiele und Spiel-Engines, wie Doom und Quake.
- 2000: In Frankreich tritt das unter der sozialistischen Regierung Lionel Jospins vor allem auf Betreiben der Ministerin für Arbeit und Solidarität, Martine Aubry, beschlossene Gesetz zur 35-Stunden-Woche in Kraft.
- 2010: Die Volvo Group benennt ihr neu erworbenes japanisches Tochterunternehmen UD Nissan Diesel in UD Trucks Corporation um.

### Wissenschaft und Technik

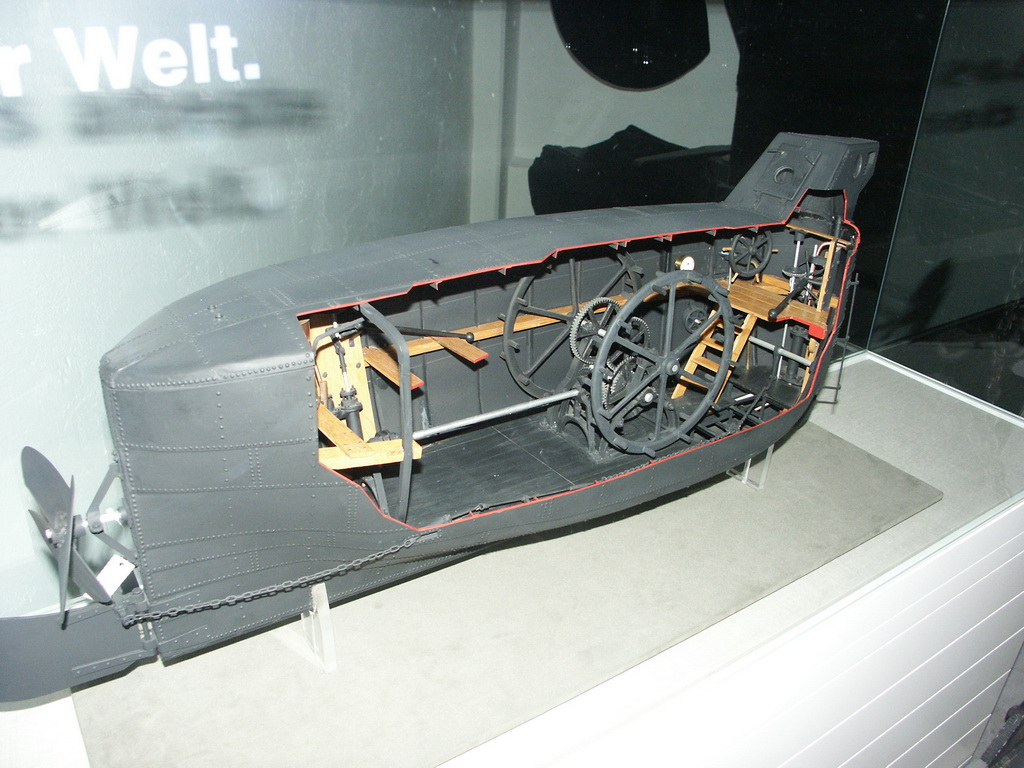
1851: Brandtaucher (Modell)

- 1851: In der Kieler Innenförde wird der von Wilhelm Bauer entworfene, dann jedoch drastisch abgeänderte Brandtaucher, das erste deutsche U-Boot, getestet und verunglückt dabei. Die Mannschaft kann sich aus eigener Kraft retten.
- 1856: Der Kammermusiker Tröstler gründet in Dresden ein privates Konservatorium, aus dem die Hochschule für Musik Carl Maria von Weber hervorgeht.
- 1884: Das erste Faszikel des Oxford English Dictionary erscheint.
- 1892: Dem Astronomen Martin Brendel und dem Geografen Otto Baschin gelingen die ersten bekannten Fotografien des Nordlichts.
- 1954: Die Permafrostleiche eines Inka-Jungen wird in den Anden bei Santiago de Chile entdeckt. Der Junge vom El Plomo ist eine archäologische Sensation. Er wurde getötet, um als Kinderopfer in seinem Grab mit Aussicht auf die heutige Stadt, in Vermittlung mit dem Übernatürlichen Schutz für das Tal zu geben und die Macht des Inka-Herrschers zu festigen.

1957: Der Wankelzyklus

- 1957: Bei NSU läuft der erste von Felix Wankel entwickelte Drehkolben-Wankelmotor DKM 54 auf dem Prüfstand.

### Kultur
- 1814: An der Opéra-Comique in Paris erfolgt die Uraufführung der Oper L’Oriflamme von Henri Montan Berton und Rodolphe Kreutzer.
- 1828: Am Stadttheater in Münster wird die Oper Ali Pascha von Janina von Albert Lortzing uraufgeführt.
- 1862: Am Quai-Theater in Wien wird das letzte Stück von Johann Nestroy, die „indianische Faschingsburleske“ Häuptling Abendwind oder Das gräuliche Festmahl, mit Musik von Jacques Offenbach uraufgeführt.
- 1879: Am Wiener Carltheater wird die Operette Boccaccio von Franz von Suppè uraufgeführt. Das Libretto stammt von Camillo Walzel und Richard Genée.

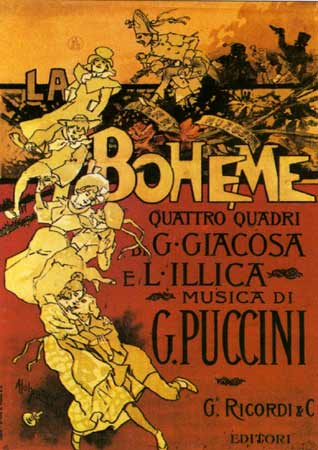
1896: La Bohème, Poster der Uraufführung von Adolfo Hohenstein

- 1896: Die Oper La Bohème von Giacomo Puccini mit dem Libretto von Luigi Illica und Giuseppe Giacosa nach dem Roman Les scènes de la vie de bohème von Henri Murger hat seine Uraufführung am Teatro Regio in Turin unter der Leitung von Arturo Toscanini. Das Publikum reagiert verhalten, die Kritik äußert sich überwiegend ablehnend.
- 1918: An der Königlichen Oper in Budapest erfolgt die Uraufführung der Operette A Pacsirta (Wo die Lerche singt) von Franz Lehár. Das Libretto stammt von Alfred Maria Willner und Heinz Reichert und basiert auf dem Theaterstück Dorf und Stadt von Charlotte Birch-Pfeiffer.
- 1929: Das von Metro-Goldwyn-Mayer herausgebrachte erste Tonfilm-Musical The Broadway Melody von Harry Beaumont hat seine Uraufführung und feiert einen großen Erfolg.
- 1945: An der Königlichen Oper in Stockholm wird die Oper Lycksalighetens ö von Hilding Rosenberg uraufgeführt.
- 1982: Die erste Sendung Late Night with David Letterman wird auf NBC ausgestrahlt.
- 1986: In Freiburg im Breisgau wird die Oper Hunger und Durst von Violeta Dinescu nach dem gleichnamigen Drama von Eugène Ionesco uraufgeführt.

### Gesellschaft

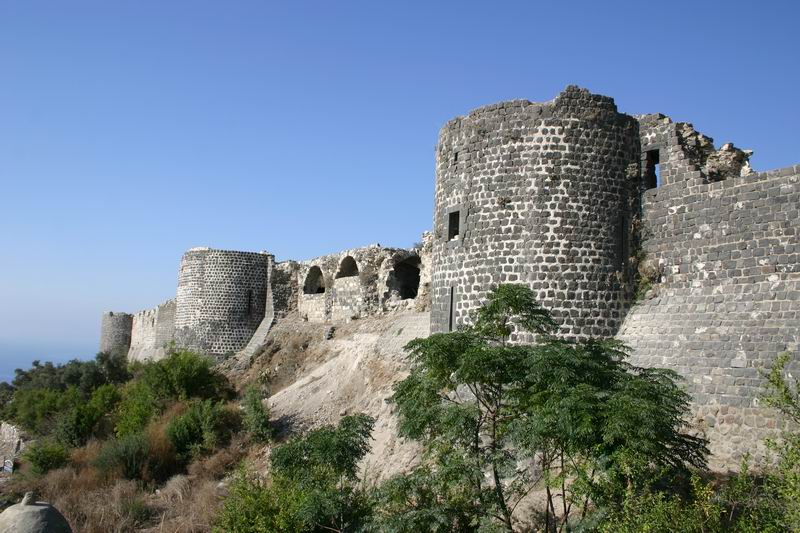
1186: Außenmauer der Burg Margat im Jahr 2005

- 1186: Die Kreuzfahrerburg Margat in Syrien wird vom Burgherren an den Johanniterorden verkauft, da die Kosten für die Erhaltung seine finanziellen Mittel übersteigen.
- 1899: Lina Hähnle gründet in Stuttgart den Bund für Vogelschutz, der heute als Naturschutzbund Deutschland bekannt ist.
- 1910: August Euler erhält die erste amtlich vorgeschriebene, international gültige Pilotenprüfung mit dem Flugzeugführerpatent „Deutschland Nr. 1“.
- 1979: Nach ihrer Begnadigung durch US-Präsident Jimmy Carter wird die Millionenerbin und Bankräuberin Patty Hearst aus dem Bundesgefängnis in San Francisco entlassen.

### Religion
- 0772: Hadrian I. wird als Nachfolger des am 24. Januar verstorbenen Stephan III. zum Papst gewählt.

### Katastrophen

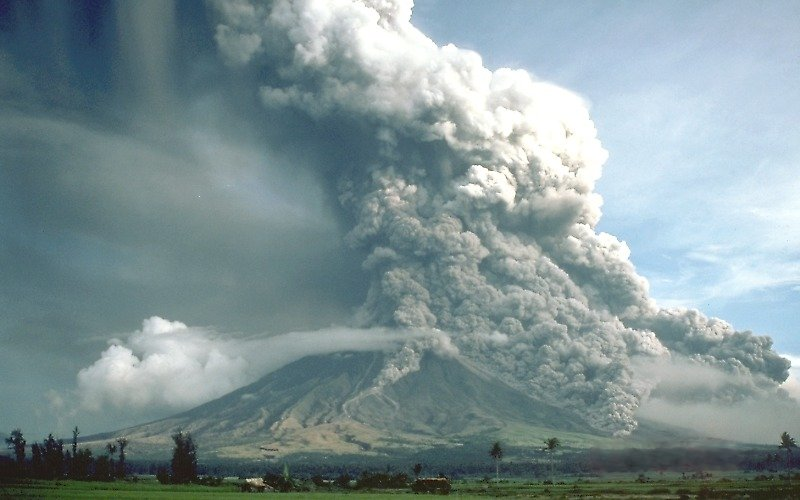
1814: Vulkan Mayon (hier bei Ausbruch 1984)

- 1814: Bei einem Ausbruch des Vulkans Mayon sterben auf den Philippinen 1.200 Menschen.
- 1944: Ein Erdbeben der Stärke 7,4 auf der Richterskala fordert in der Türkei etwa 2.800 Tote.

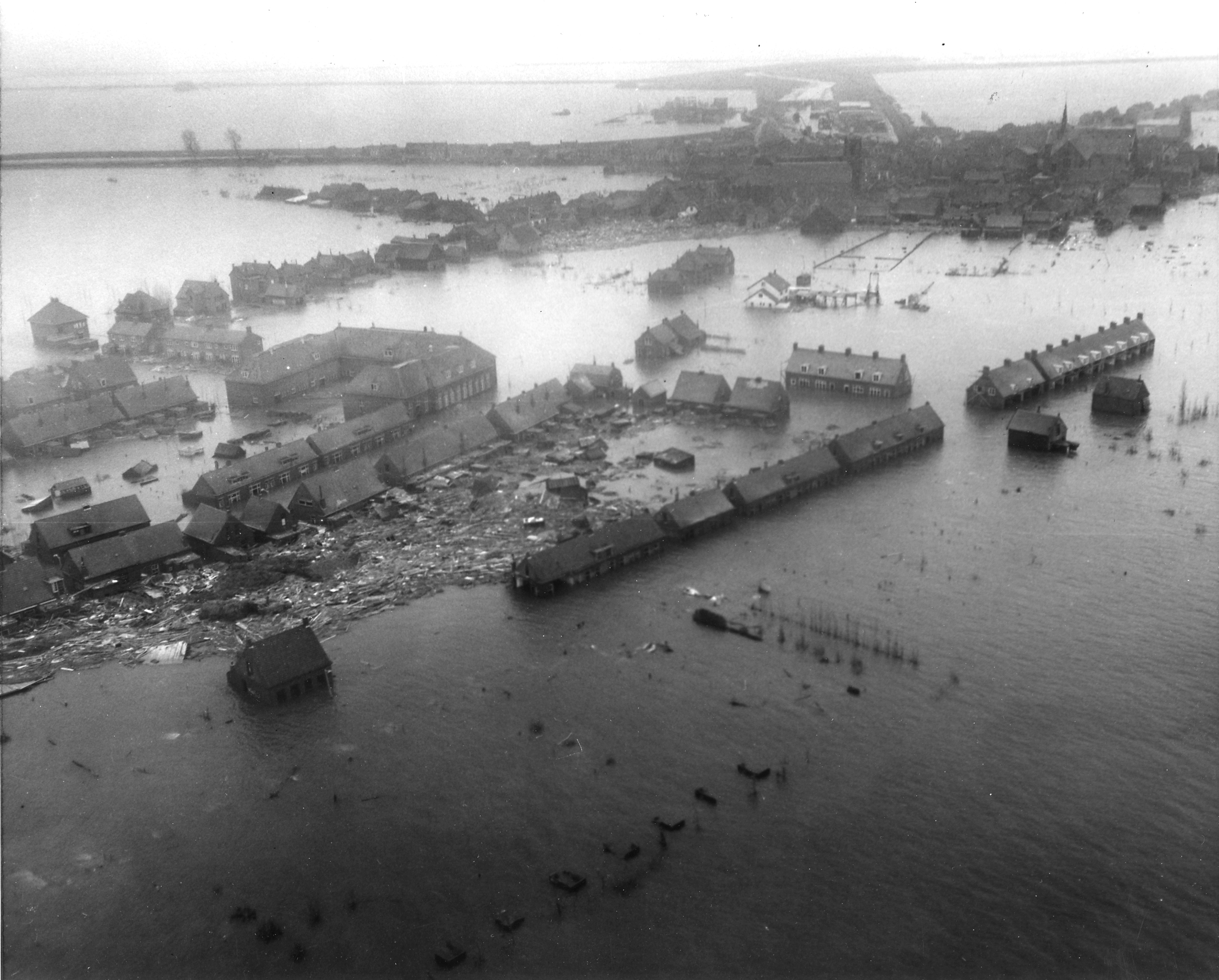
Flutkatastrophe von 1953

- 1953: Bei der Hollandsturmflut brechen viele Deiche der Niederlande. Dabei kommen 1.853 Menschen ums Leben. Weitere 307 Opfer fordert die Sturmflut in Großbritannien.
- 1970: Im argentinischen Benavidet rast ein Intercity-Zug in einen wegen technischer Probleme auf dem Gleis stehenden Regionalzug. 236 Menschen sterben beim Zugzusammenstoß.
- 1974: Beim Brand des Hochhauses Edifício Joelma im brasilianischen São Paulo kommen 189 Menschen ums Leben.
- 1977: Der Blizzard of ’77, der am 28. Januar begonnen und hauptsächlich die Gegend um Buffalo im US-Bundesstaat New York heimgesucht hat, hinterlässt 29 Tote und einen wirtschaftlichen Schaden von über 220 Millionen Dollar.
- 2003: Bei der Rückkehr von seiner Mission STS-107 zerbricht das Space Shuttle Columbia der NASA in 60 km Höhe über Texas. Dabei kommen die Besatzungsmitglieder Rick Husband, Kalpana Chawla, William McCool, David Brown, Laurel Clark, Michael P. Anderson und Ilan Ramon allesamt ums Leben.

Kleinere Unglücksfälle sind in den Unterartikeln von Katastrophe und in der Liste von Katastrophen aufgeführt.

### Sport
- 1907: Der „Sportverein Vogelheim“ (inzwischen Rot-Weiss Essen) wird gegründet.
- 2004: Die deutsche Nationalmannschaft wird bei der Europameisterschaft in Slowenien mit einem 30:25 über Gastgeber Slowenien Handball-Europameister.

Einträge von Leichtathletik-Weltrekorden befinden sich unter der jeweiligen Disziplin unter Leichtathletik.

## Geboren

### Vor dem 18. Jahrhundert
- 1352: Edmund Mortimer, 3. Earl of March, englischer Adeliger

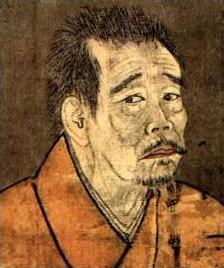
Ikkyū Sōjun (* 1394)

- 1394: Ikkyū Sōjun, japanischer Zen-Meister und Dichter
- 1435: Amadeus IX., Herzog von Savoyen
- 1447: Eberhard II., Herzog von Württemberg
- 1459: Conrad Celtis, deutscher Dichter und Humanist
- 1462: Johannes Trithemius, deutscher Abt, Gelehrter und Humanist
- 1471: Blasius Hölzl, österreichischer Finanzier, Sekretär und Rat Kaiser Maximilians I.
- 1499: Valentin Kötzler, deutscher Rechtsgelehrter

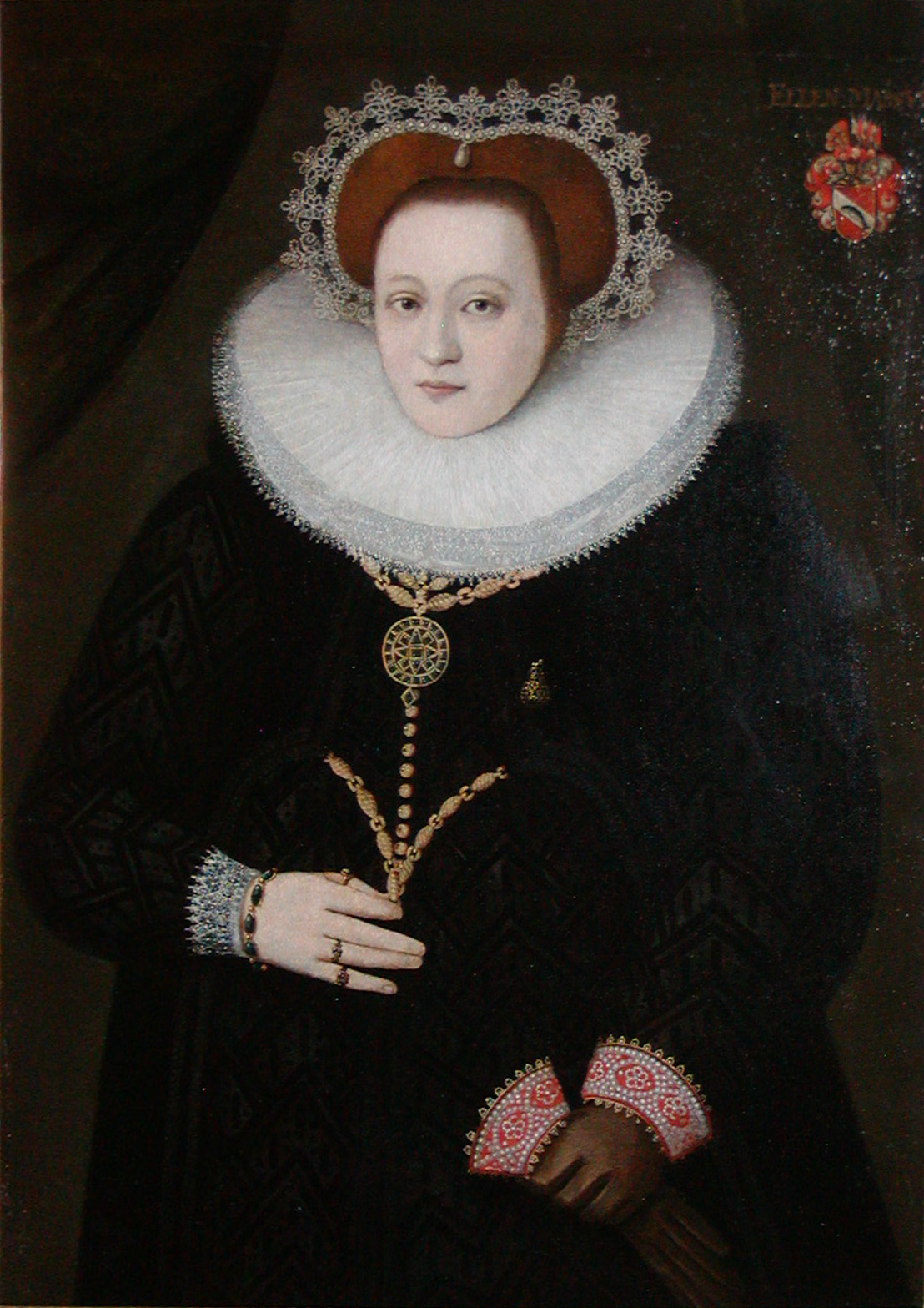
Ellen Marsvin (* 1572)

- 1504: Caspar Molitoris, deutscher Benediktiner, Propst, Abt und Historiker
- 1546: Heinrich Petreus, deutscher Jurist und Humanist
- 1552: Edward Coke, englischer Richter und Politiker
- 1563: Charles de Choiseul, marquis de Praslin, Marschall von Frankreich
- 1566: Barbe Acarie, französische Karmelitin
- 1572: Ellen Marsvin, einflussreiche Schwiegermutter des dänischen Königs Christian IV.
- 1579: Johann Gottfried von Fürstenberg, Domherr und Präsident des kurmainzischen Rates
- 1595: Georg Rudolf, Herzog von Liegnitz und Wohlau
- 1600: Johan Evertsen, niederländischer Vizeadmiral
- 1616: Sophie Elisabeth von Brandenburg, Herzogin von Sachsen-Altenburg
- 1628: Jan Hackaert, niederländischer Maler
- 1629: Thomas Bromley, englischer Mystiker
- 1633: Anton I. von Aldenburg, deutscher Reichsgraf
- 1654: Johann Andreas Danz, deutscher Theologe und Orientalist
- 1659: Jakob Roggeveen, niederländischer Seefahrer und Entdecker
- 1666: Marie Thérèse de Bourbon-Condé, Fürstin von Conti
- 1673: Alessandro Marcello, italienischer Dichter, Komponist und Philosoph
- 1690: Francesco Maria Veracini, italienischer Violinist und Komponist

### 18. Jahrhundert
- 1701: Johan Agrell, schwedischer Komponist und Kapellmeister
- 1710: Christine Luise von Ostfriesland, Gräfin zu Wied-Runkel
- 1712: Konrad Ernst Ackermann, deutscher Schauspieler, Mitbegründer der deutschen Schaubühne
- 1732: Gregers Kristian von Haxthausen, dänischer Adliger und Minister

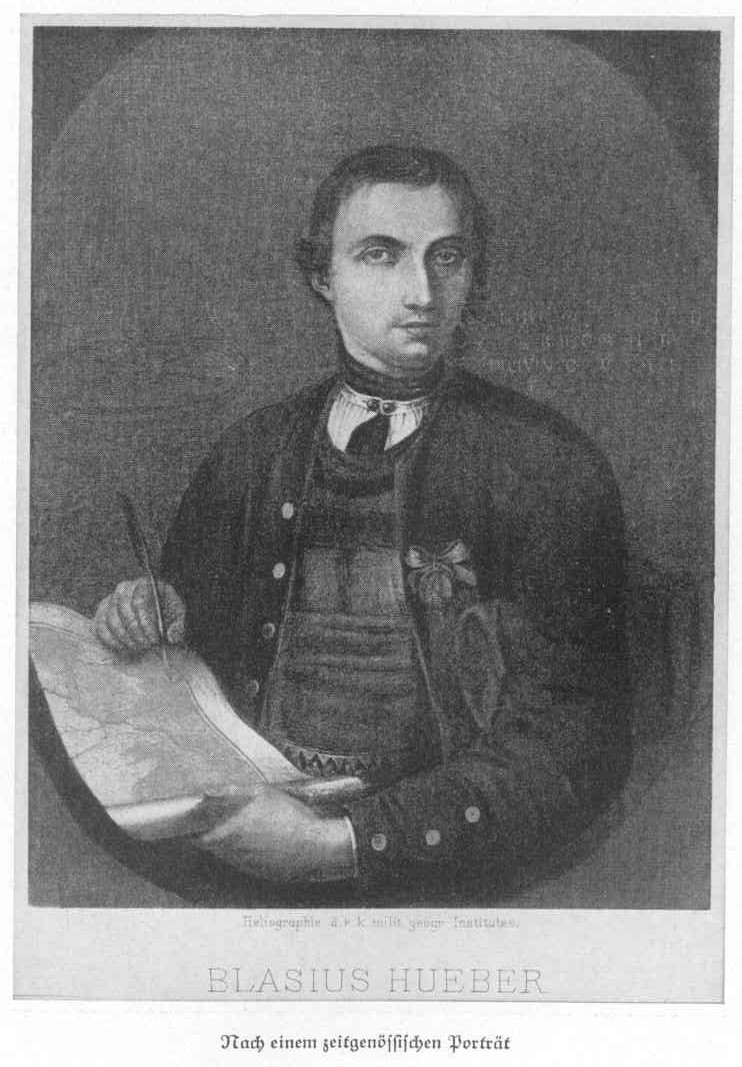
Blasius Hueber (* 1735)

- 1735: Blasius Hueber, deutscher Landvermesser und Bauer
- 1743: Bruno de Heceta, spanischer Seefahrer und Entdecker
- 1744: Friedrich Benjamin Paul Loriol d’Anières, preußischer Jurist
- 1745: Karl Joseph von Habsburg-Lothringen, österreichischer Erzherzog
- 1749: Franz II. Xaver von Salm-Reifferscheidt, österreichischer Kardinal und Fürstbischof von Gurk
- 1758: Jacques Antoine Marie de Cazalès, französischer Politiker
- 1758: Ludwig Gotthard Kosegarten, deutscher Pastor und Schriftsteller
- 1759: Karl Friedrich Hensler, deutscher Theaterdirektor
- 1763: José Cienfuegos, spanischer Offizier, Gouverneur von Kuba und Kriegsminister
- 1766: Petrus von Gruben, deutscher Priester und Abt
- 1768: Alexandre-Jacques-Bernard Law de Lauriston, französischer General, Marschall von Frankreich
- 1768: Charles Tait, US-amerikanischer Politiker
- 1778: Christian Philipp Koehler, deutscher Beamter

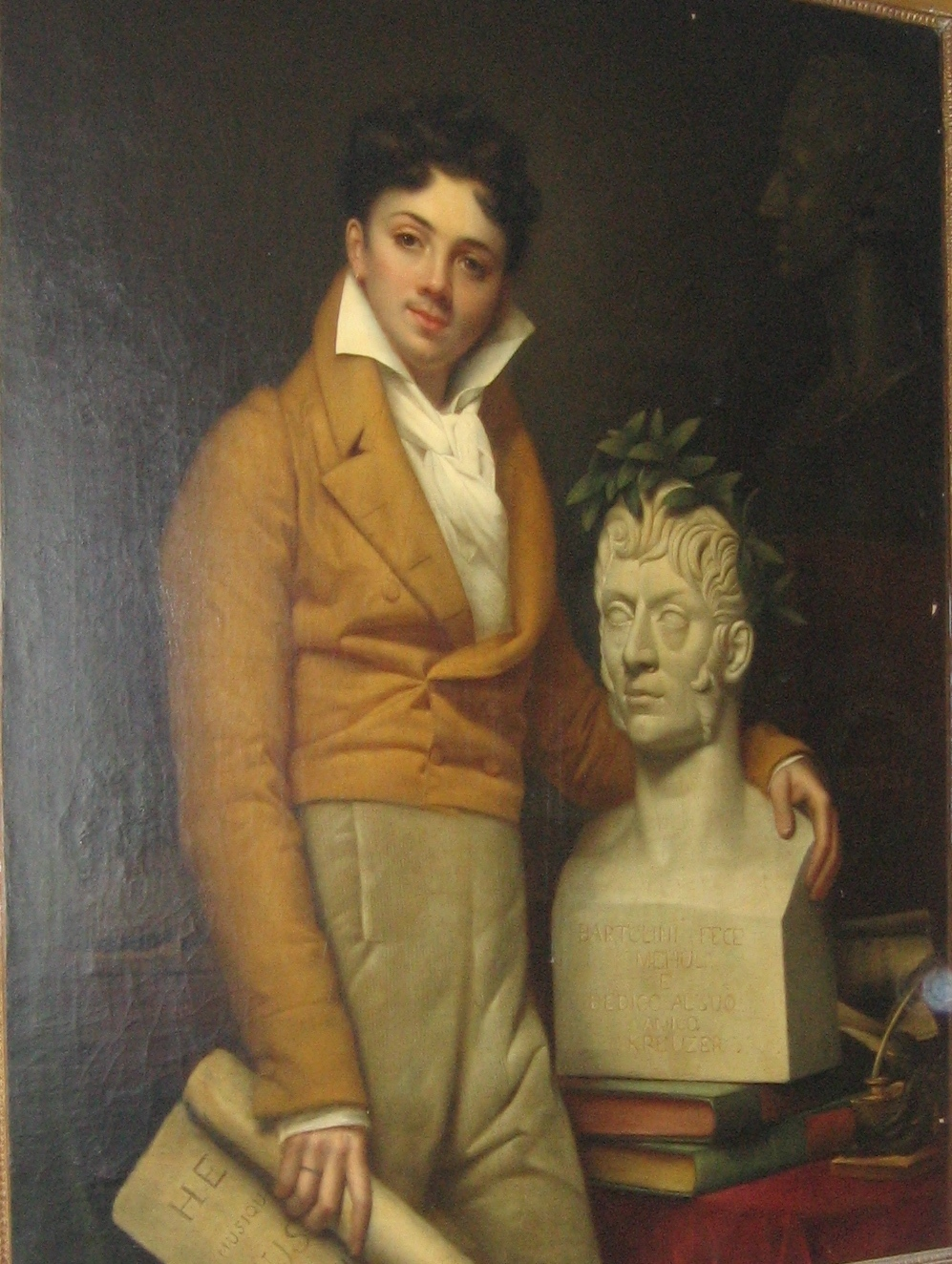
Gustave Dugazon (* 1781)

- 1781: Gustave Dugazon, französischer Komponist
- 1781: Martin Wilhelm Oppenheim, deutscher Bankier
- 1782: Afanassi Grigorjewitsch Grigorjew, russischer Architekt
- 1787: Louis Jean Jacques Angely, deutscher Lustspieldichter, Schauspieler und Regisseur
- 1787: Johann Joachim Wachsmann, deutscher Chordirigent und Komponist
- 1789: André Hippolyte Chelard, französischer Komponist
- 1790: Franz Joseph Aloys Antony, deutscher katholischer Geistlicher, Kirchenmusiker, Pädagoge und Autor
- 1790: Carl Christian Friedrich Weckherlin, deutscher Oberamtmann
- 1792: Johann Friedrich Dieffenbach, deutscher Mediziner und Chirurg
- 1796: Abraham Emanuel Fröhlich, Schweizer reformierter Theologe und Schriftsteller
- 1797: Leopold Immanuel Rückert, deutscher protestantischer Theologe
- 1798: Franz von Hauslab, altösterreichischer General und Kartograph
- 1799: Wilhelm Kunst, deutscher Schauspieler
- 1799: James Yorke Scarlett, britischer General

### 19. Jahrhundert

#### 1801–1850

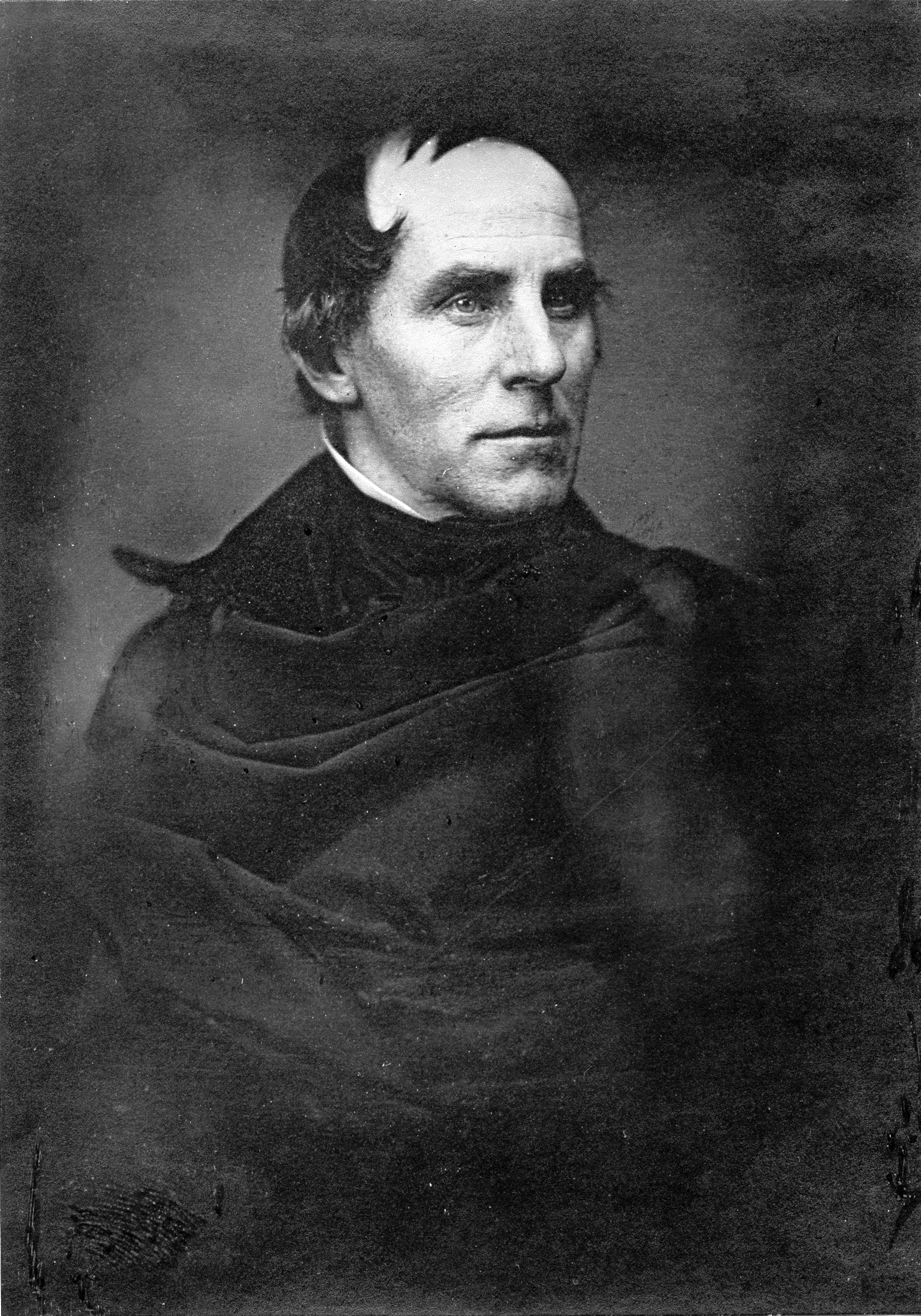
Thomas Cole (* 1801)

- 1801: Thomas Cole, US-amerikanischer Maler britischer Herkunft, Begründer und Vertreter der Hudson River School
- 1801: Jean Théodore Lacordaire, französischer Entomologe
- 1801: Adolf Fredrik Lindblad, schwedischer Komponist
- 1804: Handrij Zejler, sorbischer Dichter, Begründer der modernen sorbischen Dichtung
- 1805ː Thérèse Couderc, französische Ordensgründerin und Heilige der katholischen Kirche

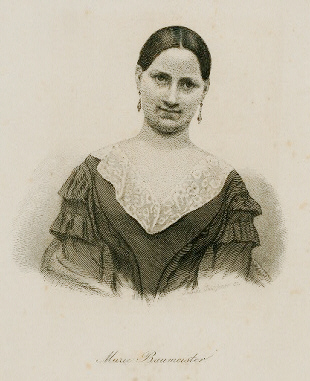
Marie Baumeister (* 1819)

- 1805: Samuel Earnshaw, britischer Geistlicher, Physiker und Mathematiker
- 1806: Ignaz Pallme, österreichischer Handelsreisender und Afrikaforscher
- 1806: Joseph Schwarzmann, Tiroler Ornament- und Dekorationsmaler
- 1807: Eduard Blösch, Schweizer Politiker
- 1807: Kaspar Leonz Bruggisser, Schweizer Jurist und Politiker
- 1807: William B. Campbell, US-amerikanischer Politiker
- 1809: Rupert Jäger, deutscher Lehrer und Philologe
- 1819: Marie Baumeister, deutsche Schauspielerin
- 1819: Otto Ruppius, deutscher Schriftsteller
- 1823: Benno Richard von Arent, preußischer Generalleutnant
- 1823: Edme Charles Philippe Lepère, französischer Staatsmann
- 1823: Georg Michael Pfaff, deutscher Blechblasinstrumentenmacher, Unternehmer und Politiker
- 1825: François Auguste Logerot, französischer Militär und Politiker

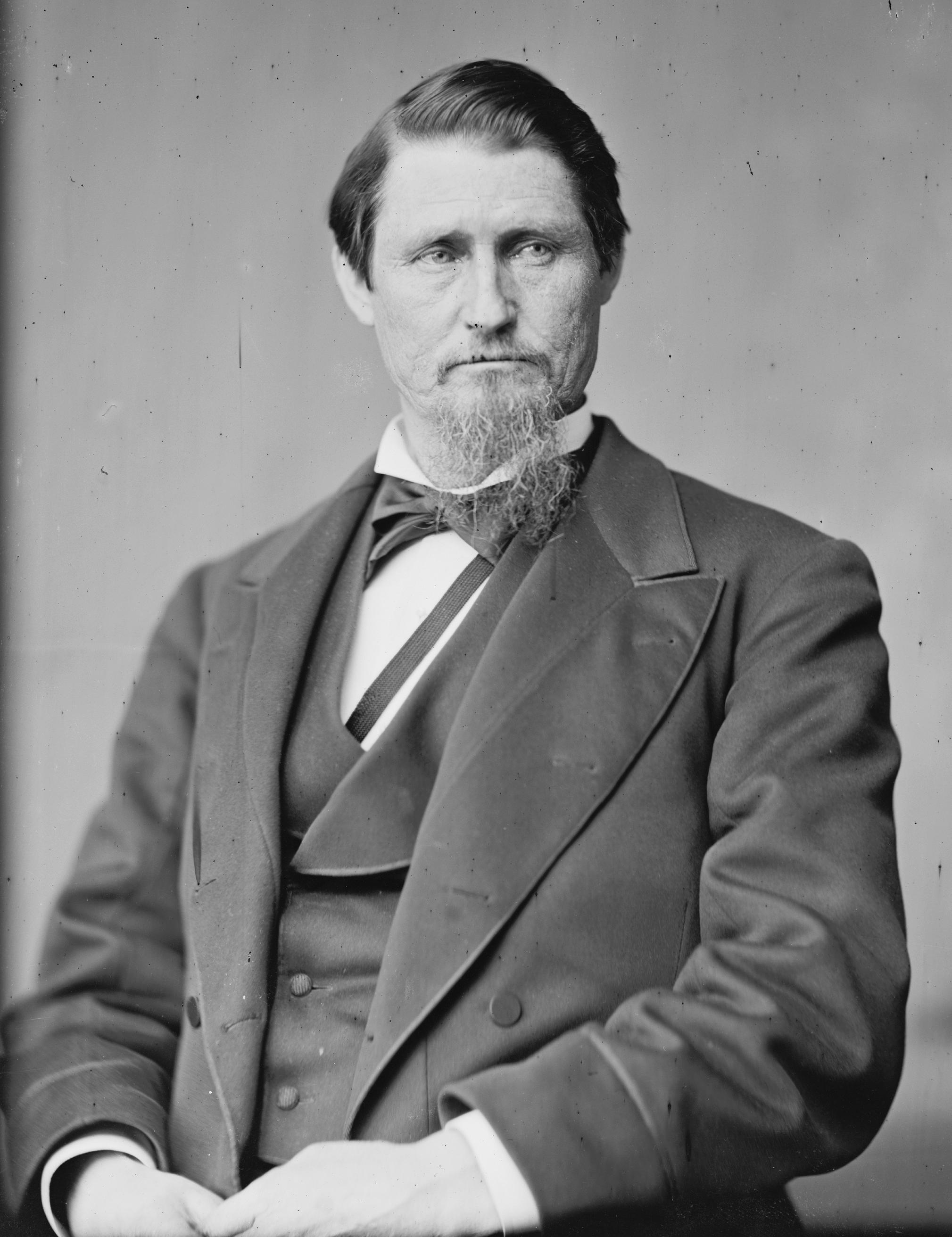
James W. Throckmorton (* 1825)

- 1825: James W. Throckmorton, US-amerikanischer Jurist und Politiker
- 1826ː Marie Carandini, britische Opernsängerin
- 1827: Josef Ignaz Amiet, Schweizer Historiker, Staatsschreiber und Staatsarchivar
- 1827: Alphonse de Rothschild, französischer Bankier
- 1827: Robert Pearsall Smith, US-amerikanischer Fabrikant
- 1831: Franz Rudolph Wurlitzer, US-amerikanischer Musikinstrumentenhersteller
- 1837: Gustave García, italienischer Opernsänger (Bariton) und Gesangslehrer
- 1842: Alexandrine von Preußen, Herzogin zu Mecklenburg-Schwerin, Prinzessin von Preußen
- 1843: Paul Kupelwieser, österreichischer Industrieller
- 1843: John Isaac Thornycroft, britischer Ingenieur, Begründer der modernen Technik von Torpedobooten
- 1844: Granville Stanley Hall, US-amerikanischer Psychologe
- 1844: Eduard Strasburger, deutscher Botaniker und Professor

#### 1851–1900
- 1853: Johann Gottlieb Schoch, deutscher Gartenarchitekt und Gartendirektor der Stadt Magdeburg
- 1855: Eva Stort, deutsche Landschaftsmalerin
- 1857: Wladimir Michailowitsch Bechterew, russischer Neurologe, Neurophysiologe und Psychiater
- 1857: Hermann Arthur Lier, deutscher Bibliothekar und Publizist
- 1858: Peter Brynie Lindeman, norwegischer Organist und Komponist
- 1858: Anton Messmer, Schweizer Kaufmann und Politiker
- 1860: Bertha Schmieth, deutsche Porträt- und Landschaftsmalerin
- 1861ː Dora Seifert, deutsche Malerin und Grafikerin, Gründungsmitglied der Gruppe Dresdner Künstlerinnen

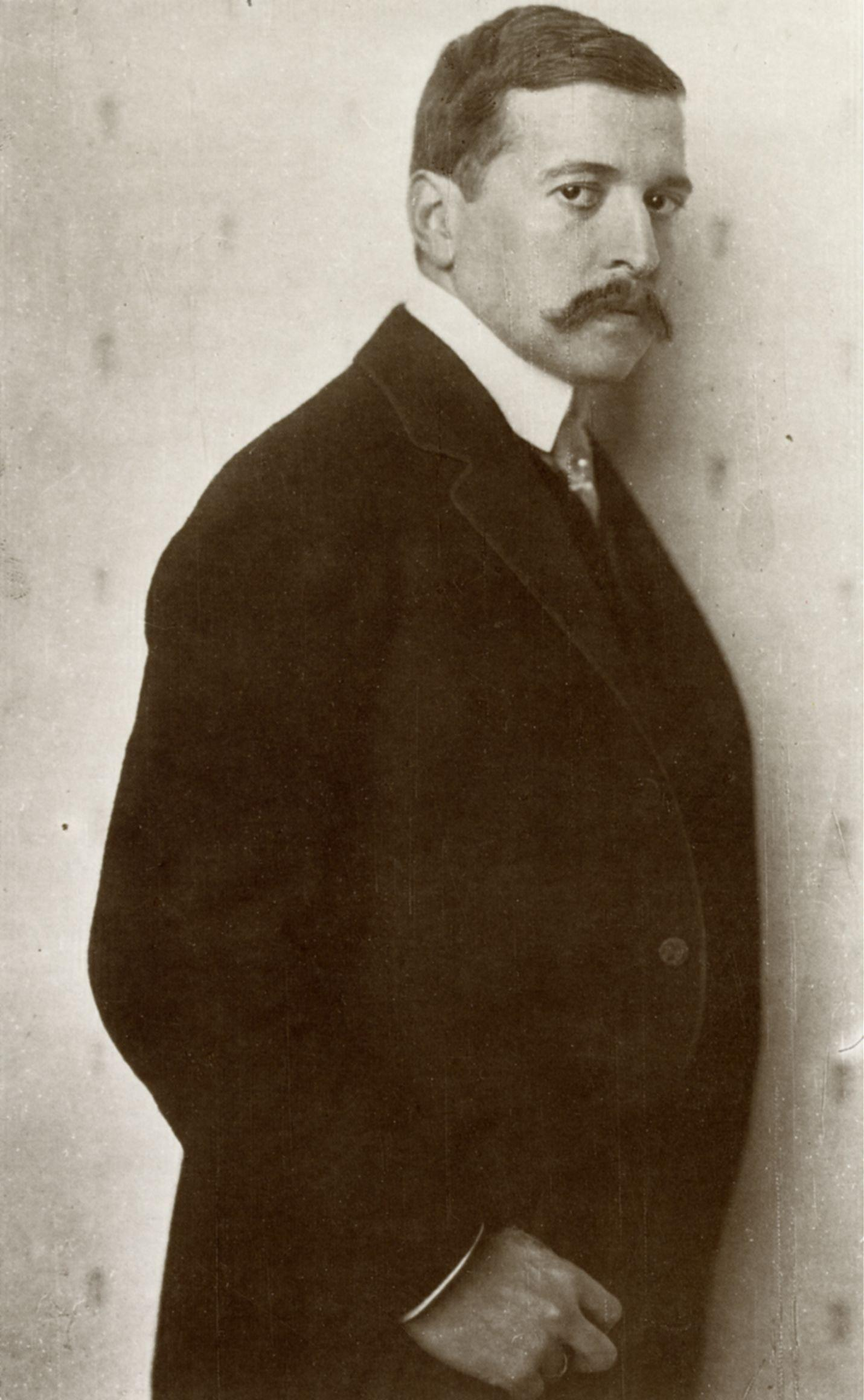
Hugo von Hofmannsthal (* 1874)

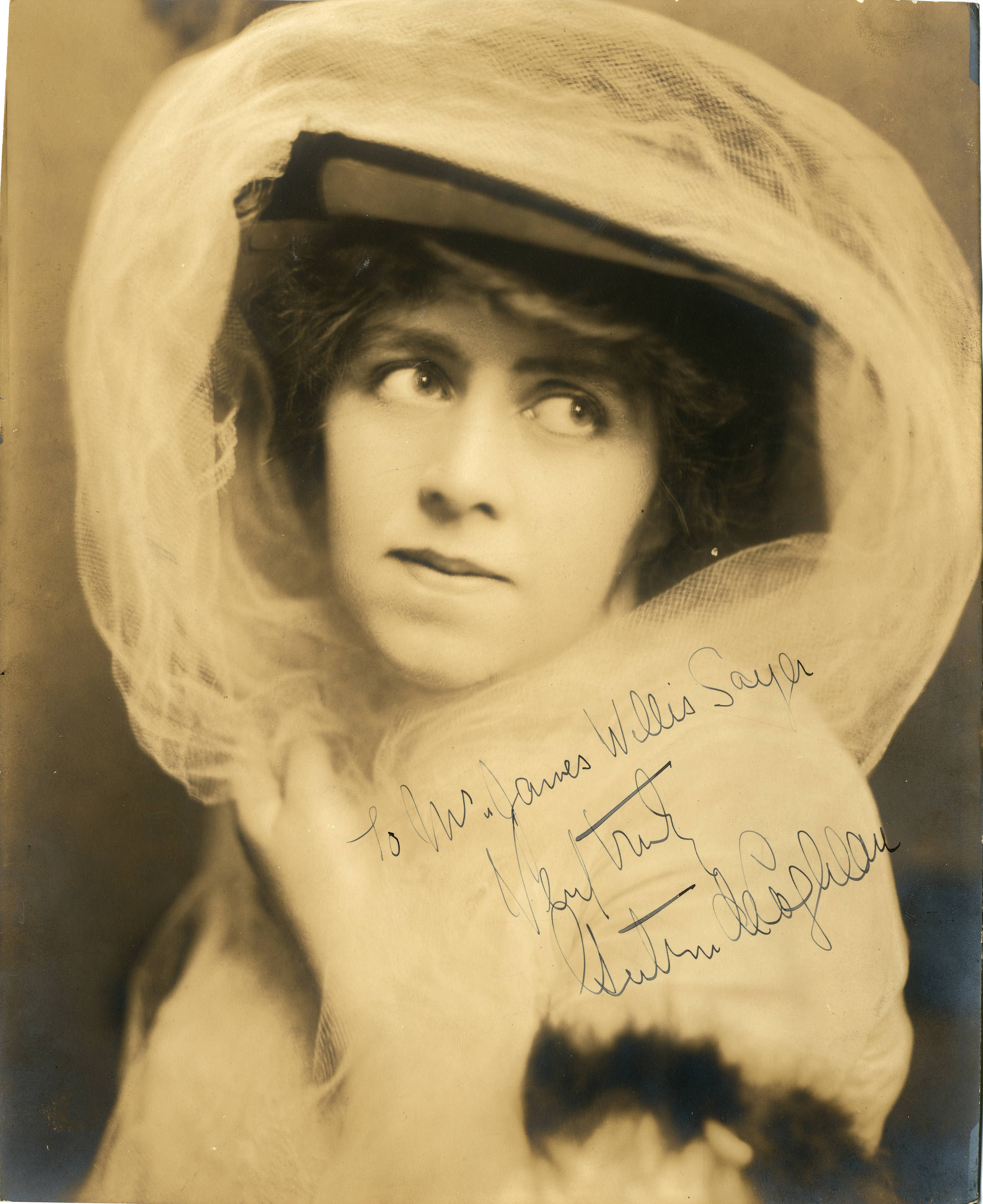
Gertrude Coghlan (* 1876)

- 1862: Anastasius Nordenholz, deutsch-argentinischer Wirtschaftsphilosoph
- 1864: Theodor Taube, deutsch-baltischer Pastor und evangelischer Märtyrer
- 1865: Theodor Hoffmann, deutsch-baltischer Pastor und evangelischer Märtyrer
- 1867: Conrad Ramstedt, deutscher Mediziner
- 1868: Ștefan Luchian, rumänischer Maler
- 1868: Gustav Zeitzschel, deutscher Opernsänger
- 1869: Juli Eduardowitsch Konjus, russischer Geiger
- 1871: Gabriel Veyre, französischer Filmschaffender
- 1873: Joseph Allard, kanadischer Fiddle-Spieler und Komponist
- 1874: Hugo von Hofmannsthal, österreichischer Schriftsteller, Dramatiker und Lyriker (Wiener Moderne), Mitbegründer der Salzburger Festspiele
- 1875: Bertha Dörflein-Kahlke, deutsche Malerin
- 1876ː Gertrude Coghlan, britische Schauspielerin
- 1876ː Josefine Kratz, österreichische Opernsängerin
- 1876: Prosper L’Orange, deutscher Ingenieur und Erfinder von Verbesserungen des Dieselmotors
- 1877: Thomas Dunhill, britischer Komponist
- 1877: Kurt Rosenfeld, deutscher Politiker und Rechtsanwalt
- 1878: Alfréd Hajós, ungarischer Schwimmer
- 1879: Henri Chrétien, französischer Astronom und Erfinder
- 1880ː Gertrud Schäfer, deutsche Malerin und Lithographin, Mitglied der Gruppe Dresdner Künstlerinnen
- 1881: Achim von Arnim, deutscher Offizier und Professor
- 1881: Otto Baer, Lokalpolitiker und Oberbürgermeister von Magdeburg
- 1881: Mayme Logsdon, US-amerikanische Mathematikerin
- 1881: José Ignacio Quintón, puerto-ricanischer Komponist und Pianist
- 1882: Andreas von Griechenland, Prinz von Griechenland
- 1882: Louis Saint-Laurent, kanadischer Politiker
- 1883: August Schmidt, deutscher General, Kriegsverbrecher
- 1884: Jewgeni Iwanowitsch Samjatin, russischer Schriftsteller

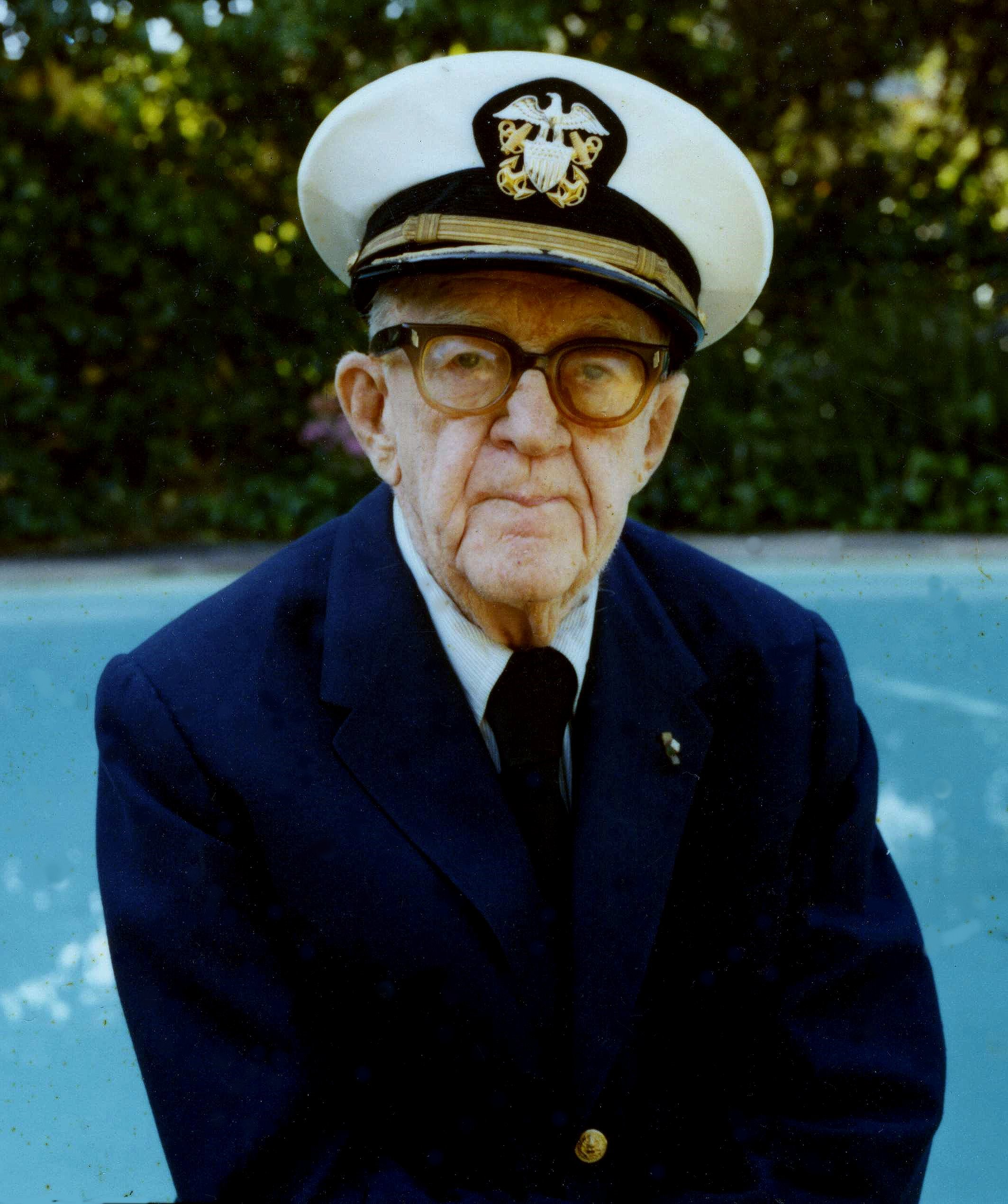
John Ford (* 1894)

- 1885: Camille Chautemps, französischer Politiker
- 1885: Carl Otto Rothweiler, deutscher Manager
- 1888: Hans Aschenborn, deutscher Tiermaler, Illustrator und Autor
- 1897: Duke Osborn, US-amerikanischer American-Football-Spieler
- 1887: Erich Reiß, deutscher Verleger
- 1889: Anton Cargnelli, österreichischer Fußballspieler und -trainer
- 1889: Karl Gaul, deutscher Politiker, MdL, MdB
- 1889: Josef Gung’l, ungarischer Komponist
- 1889: Josef Hilgers, deutscher General

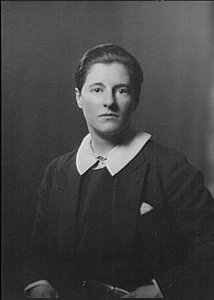
Marion Carstairs (* 1900)

- 1889: Crisanto Luque Sánchez, kolumbianischer Priester, Erzbischof von Bogotá und Kardinal
- 1890: Lina Salten, deutsche Schauspielerin und Opfer des Holocaust
- 1891: Dietrich Klagges, deutscher Lehrer und Politiker, MdR, Ministerpräsident von Braunschweig
- 1892: Rudolf Mengelberg, niederländischer Komponist und Musikwissenschaftler
- 1894: John Ford, US-amerikanischer Filmregisseur
- 1894: James P. Johnson, US-amerikanischer Pianist und Komponist
- 1894: Paul Merker, deutscher Politiker und Parteifunktionär
- 1896: Alfonso Caso y Andrade, mexikanischer Archäologe, Jurist und Politiker
- 1896: Hans Grund, deutscher Generalmajor
- 1898: Leila Denmark, US-amerikanische Medizinerin
- 1900: Albert Aschl, deutscher Archivar und Heimatforscher
- 1900: Joe Carstairs, britische Unternehmerin und Motorbootrennfahrerin
- 1900: Alois Kieslinger, österreichischer Geologe
- 1900: Georg Köhler, deutscher Fußballspieler und -trainer
- 1900: Joey Sternaman, US-amerikanischer American-Football-Spieler

### 20. Jahrhundert

#### 1901–1925
- 1901: Frank Buckles, letzter lebender US-amerikanischer Veteran des Ersten Weltkriegs
- 1901: Nikolai Prochorowitsch Chrjaschtschikow, sowjetischer Theater- und Film-Schauspieler
- 1901: Clark Gable, US-amerikanischer Schauspieler

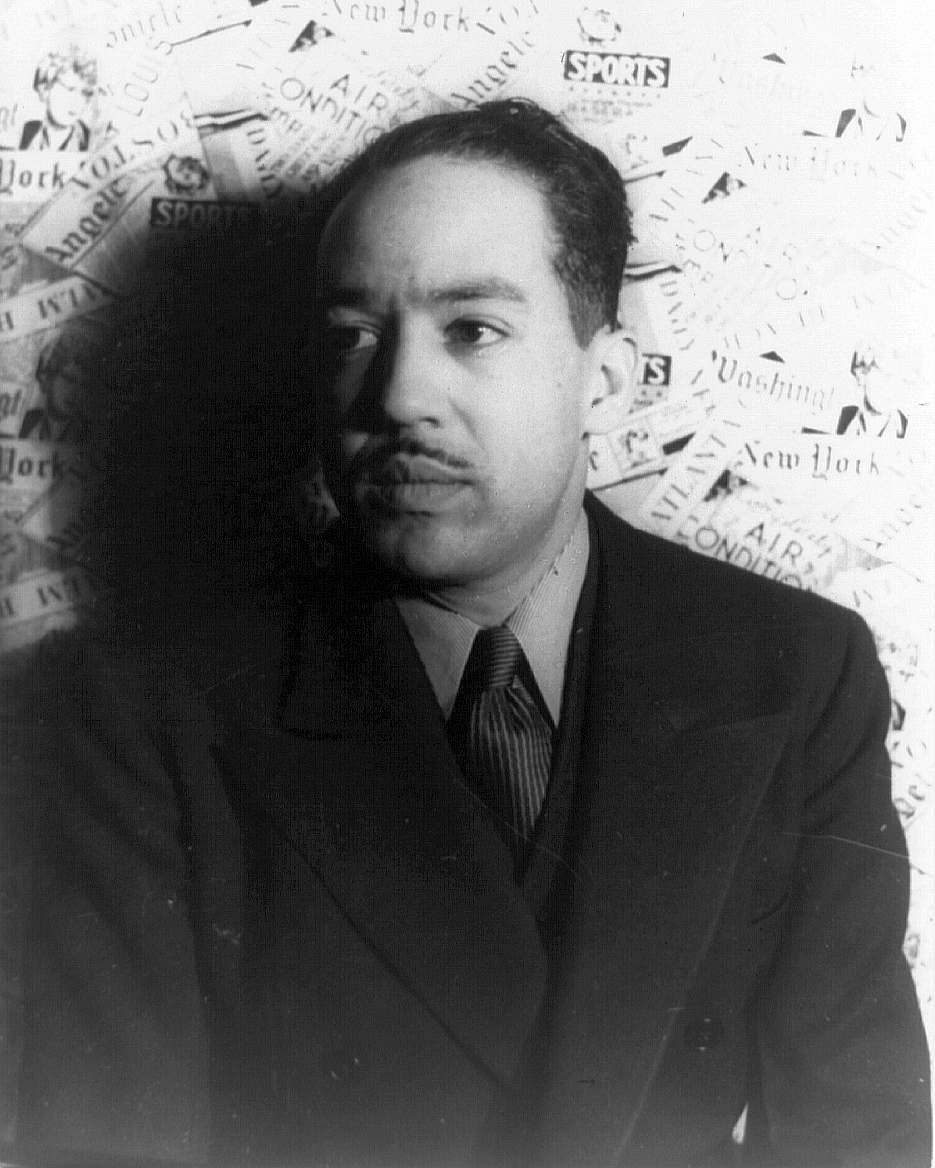
Langston Hughes (* 1902)

- 1902: Langston Hughes, US-amerikanischer Dichter und Schriftsteller der Harlem Renaissance
- 1902: Erich Lüth, deutscher Publizist
- 1902: Heinrich-Joachim von Morgen, deutscher Automobilrennfahrer

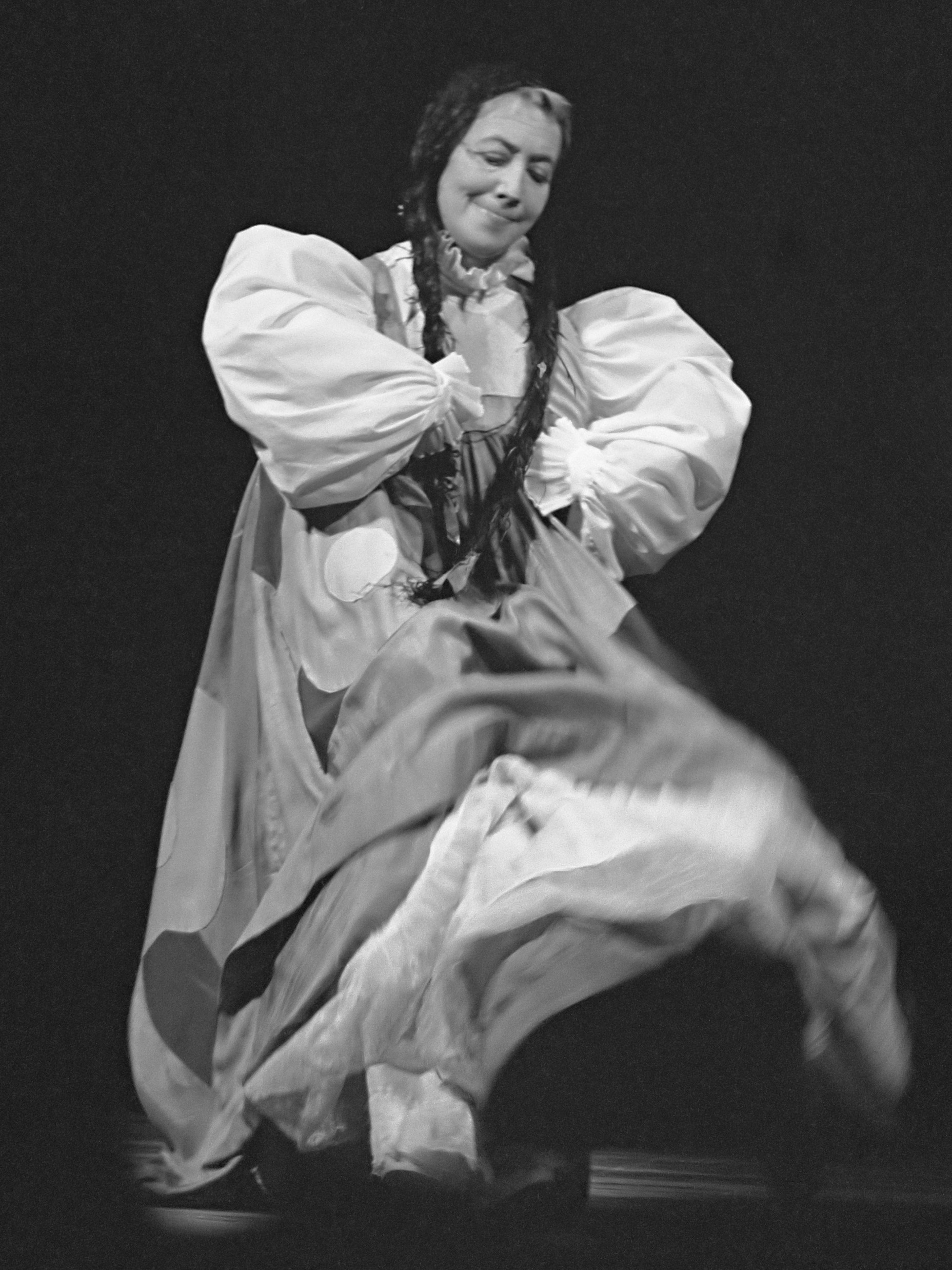
Cilly Wang (* 1909)

- 1903: Gerhard Eberhard Pannenborg, deutscher Kommunalpolitiker und hauptamtlicher SS-Mitarbeiter
- 1903: Franz Reinisch, deutscher Pallottiner, Mitglied der Schönstattbewegung, verweigerte den Fahneneid und wurde hingerichtet
- 1903: Georg Rendl, österreichischer Schriftsteller
- 1904: Joseph Asajirō Satowaki, japanischer Priester, Erzbischof von Nagasaki und Kardinal
- 1904: Simon Bon, niederländischer Ruderer
- 1904: Gerhard Wartenberg, deutscher Autor, Anarchosyndikalist
- 1905: Lloyd Viel Berkner, US-amerikanischer Physiker
- 1905: Doris Lee, US-amerikanische Malerin
- 1905: Emilio Segrè, US-amerikanischer Physiker
- 1906: Edwin Rausch, deutscher Psychologe
- 1906: Hildegarde Sell, US-amerikanische Kabarett-Sängerin
- 1907: Charles Brackenbury, britischer Automobilrennfahrer
- 1907: Günter Eich, deutscher Lyriker und Hörspielautor
- 1907: Mozart Camargo Guarnieri, brasilianischer Komponist
- 1907: Sándor Veress, ungarisch-schweizerischer Komponist
- 1908: George Pal, ungarischer Filmproduzent und Regisseur
- 1909: Cilli Wang, österreichische Kabarettistin und Tänzerin
- 1910: Wilhelm Antrup, Brigadegeneral der Luftwaffe der Bundeswehr

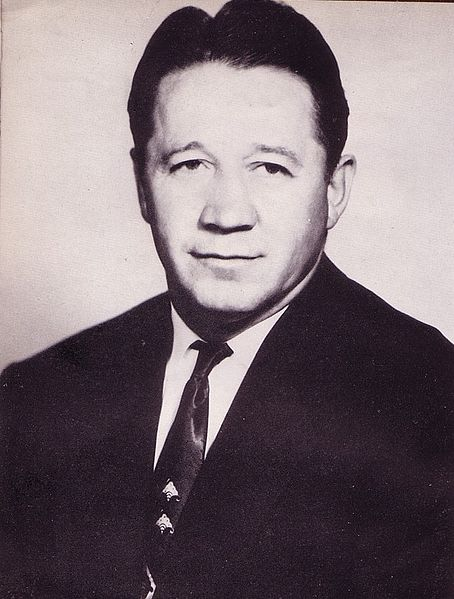
Gaynell Tinsley (* 1913)

- 1910: Michael Kanin, US-amerikanischer Drehbuchautor
- 1910: Artur Wilke, deutscher Dorfschullehrer und NS-Kriegsverbrecher
- 1911: Michael Murach, deutscher Amateurboxer, Europameister
- 1912: Albin Kitzinger, deutscher Fußballspieler
- 1912: August Sturm, österreichischer Turner
- 1913: György Geszler, ungarischer Pianist und Komponist
- 1913: Erich Schulze, deutscher Verbandsfunktionär, Vorstand und Generaldirektor der GEMA

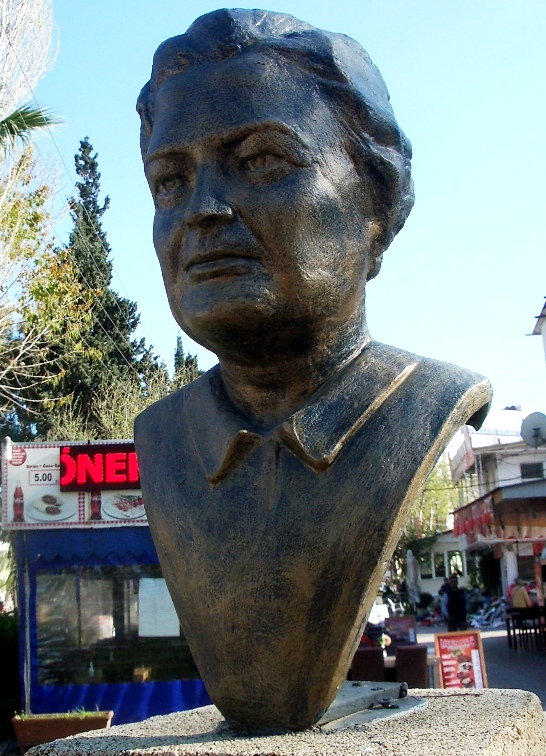
Jale İnan (* 1914)

- 1913: Gaynell Tinsley, US-amerikanischer American-Football-Spieler und -Trainer
- 1914: Jale İnan, türkische Archäologin
- 1914: Maria Singer, österreichische Volksschauspielerin
- 1915: Artur London, tschechischer Kommunist und Diplomat
- 1915: Stanley Matthews, englischer Fußballspieler, erster Europas Fußballer des Jahres
- 1915: Helmut Radach, deutscher Ruderer
- 1917: Ray Bray, US-amerikanischer American-Football-Spieler
- 1917: Wolfried Lier, deutscher Schauspieler
- 1918ː Minnette de Silva, ceylonesische Architektin
- 1918: Ray Merrick, britischer Automobilrennfahrer
- 1918: Muriel Spark, britische Schriftstellerin
- 1919: Eugen Stadelmann, österreichischer Lehrer und Heimatdichter
- 1920: Mike Scarry, US-amerikanischer American-Football-Spieler und -Trainer
- 1921: Winton M. Blount, US-amerikanischer Politiker
- 1921: José-Maria Ibánez, argentinischer Automobilrennfahrer
- 1921: Heinz Kluge, deutscher Handballspieler
- 1922: Leili Andre, estnische Dichterin und Schriftstellerin
- 1922: Renata Tebaldi, italienische Sopransängerin
- 1923: Ursula Mamlok, jüdisch-deutsch-US-amerikanische Komponistin, NS-Verfolgte
- 1924: Eberhard Horst, deutscher Schriftsteller
- 1925: Peter Crill, Bailiff of Jersey
- 1925: Alfred Grosser, deutsch-französischer Publizist und Politikwissenschaftler
- 1925: Ingeborg Ottmann, deutsche Schauspielerin

#### 1926–1950

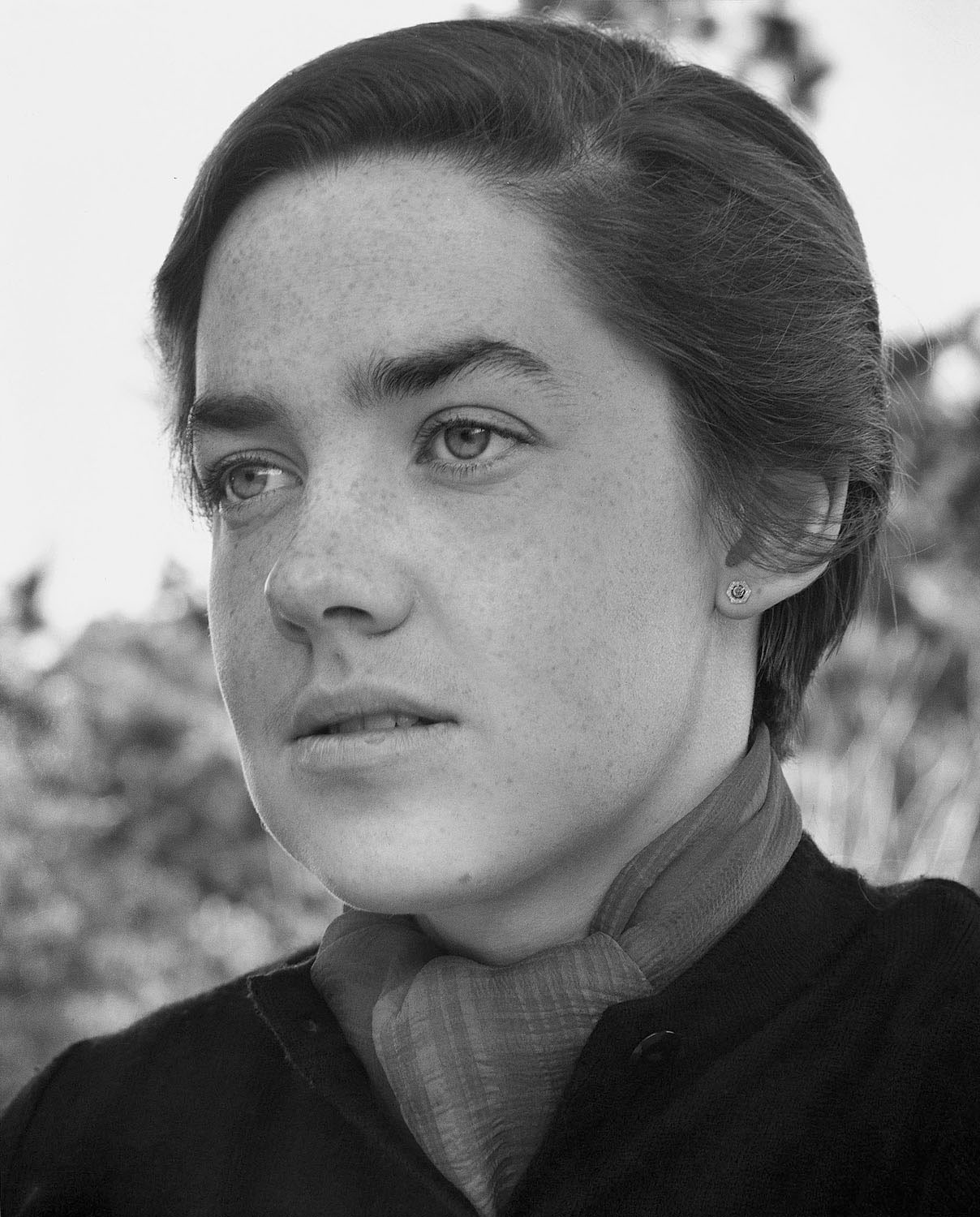
María Elena Walsh (* 1930)

- 1926: Jan Beenakker, niederländischer Physiker
- 1926: Georg Espitalier, deutscher Komponist und Akkordeonist
- 1926: Vivian Maier, US-amerikanische Fotografin
- 1927: Jimmy Andrews, schottischer Fußballspieler
- 1927: Hans Gmür, Schweizer Autor
- 1927: Günter Guillaume, deutscher Offizier des MfS, DDR-Spion im Bundeskanzleramt
- 1927: Rick Wilkins, kanadischer Komponist, Arrangeur, Saxophonist und Dirigent
- 1928: Jean Aubain, französischer Komponist
- 1930: Shahabuddin Ahmed, bengalischer Politiker
- 1930: Otto Anton Eder, österreichischer Regisseur und Schauspieler
- 1930: Günter Millahn, deutscher Förster, Pädagoge und Jäger
- 1930: Dieter Röttger, norddeutscher Maler und Graphiker
- 1930: María Elena Walsh, argentinische Poetin
- 1931: Iajuddin Ahmed, bengalischer Politiker, Staatspräsident
- 1931: Madeleine Berthod, Schweizer Skirennläuferin

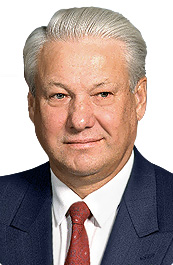
Boris Jelzin (* 1931)

- 1931: Boris Nikolajewitsch Jelzin, russischer Politiker, erster Staatspräsident
- 1931: Oswald Oberhuber, österreichischer Künstler
- 1931: Friedrich Voss, deutscher Politiker, MdB
- 1932: Xavier Perrot, Schweizer Automobilrennfahrer
- 1933: Wendell Anderson, US-amerikanischer Politiker
- 1933: Buddhadev Das Gupta, Meister im Spielen der nordindischen klassischen Musik (Sarod)
- 1933: Rosemarie Nitribitt, deutsche Prostituierte
- 1933: Sadao Watanabe, japanischer Jazz-Saxophonist
- 1934: Heinrich Magirius, deutscher Kunsthistoriker
- 1935: Wladimir Wiktorowitsch Aksjonow, sowjetischer Kosmonaut
- 1935: Lélia Gonzalez, afrobrasilianische Aktivistin, Politikerin, Anthropologin und Hochschullehrerin
- 1935: Dieter Kühn, deutscher Schriftsteller
- 1936: Andreina Ardizzone Emeri, italienische Politikerin, Frauenrechtlerin und Anwältin
- 1936: Klaus Held, deutscher Philosoph
- 1936: Sigram Schindler, deutscher Hochschullehrer und Unternehmer
- 1936: Manfred Schott, deutscher Schauspieler, Synchronsprecher
- 1937: Audrys Juozas Bačkis, Erzbischof von Vilnius, litauischer Theologe und Kardinal
- 1937: Don Everly, US-amerikanischer Musiker
- 1938: Rita Nikolajewna Atschkina, sowjetische Skilangläuferin
- 1938: Jimmy Carl Black, US-amerikanischer Schlagzeuger und Sänger
- 1938: Alfons Mayer, kanadischer Sportschütze
- 1939: Claude François, französischer Musiker
- 1939: Wolfgang Krege, deutscher Autor und Übersetzer
- 1939: Joe Sample, US-amerikanischer Jazz-Musiker, Produzent und Pianist

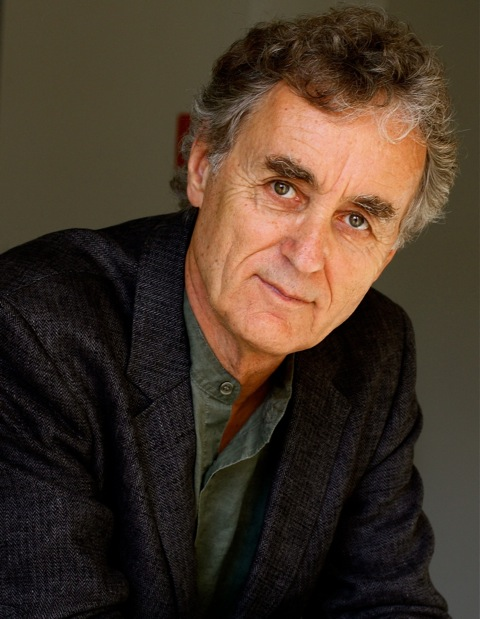
Fritjof Capra (* 1939)

- 1939: Fritjof Capra, österreichischer Physiker und Buchautor
- 1940: Bibi Besch, österreichisch-US-amerikanische Schauspielerin
- 1940: Erik Freitag, österreichischer Komponist und Geiger
- 1940: Henning Kaul, deutscher Politiker, MdL
- 1941: Karl Dall, deutscher Fernsehmoderator und Komödiant
- 1941: Anatoli Wassiljewitsch Firsow, russischer Eishockeyspieler
- 1941ː Marielouise Jurreit, deutsche Journalistin , Schriftstellerin und Frauenrechtlerin
- 1941: Jerry Spinelli, US-amerikanischer Jugendbuchautor
- 1942: Hans Peter Heinzl, österreichischer Kabarettist
- 1942: Terry Jones, britischer Komödiant, Regisseur und Schriftsteller
- 1942: Felix Latzke, österreichischer Fußballtrainer
- 1942: Nené, brasilianischer Fußballspieler und -trainer
- 1942: Vural Öger, türkisch-deutscher Unternehmer (Öger Tours) und Politiker, MdEP
- 1942: Volker Roth, deutscher Fußballschiedsrichter
- 1943: Linda Gaye Scott, US-amerikanische Schauspielerin
- 1944: Uriah Ashley, panamaischer Geistlicher und Weihbischof

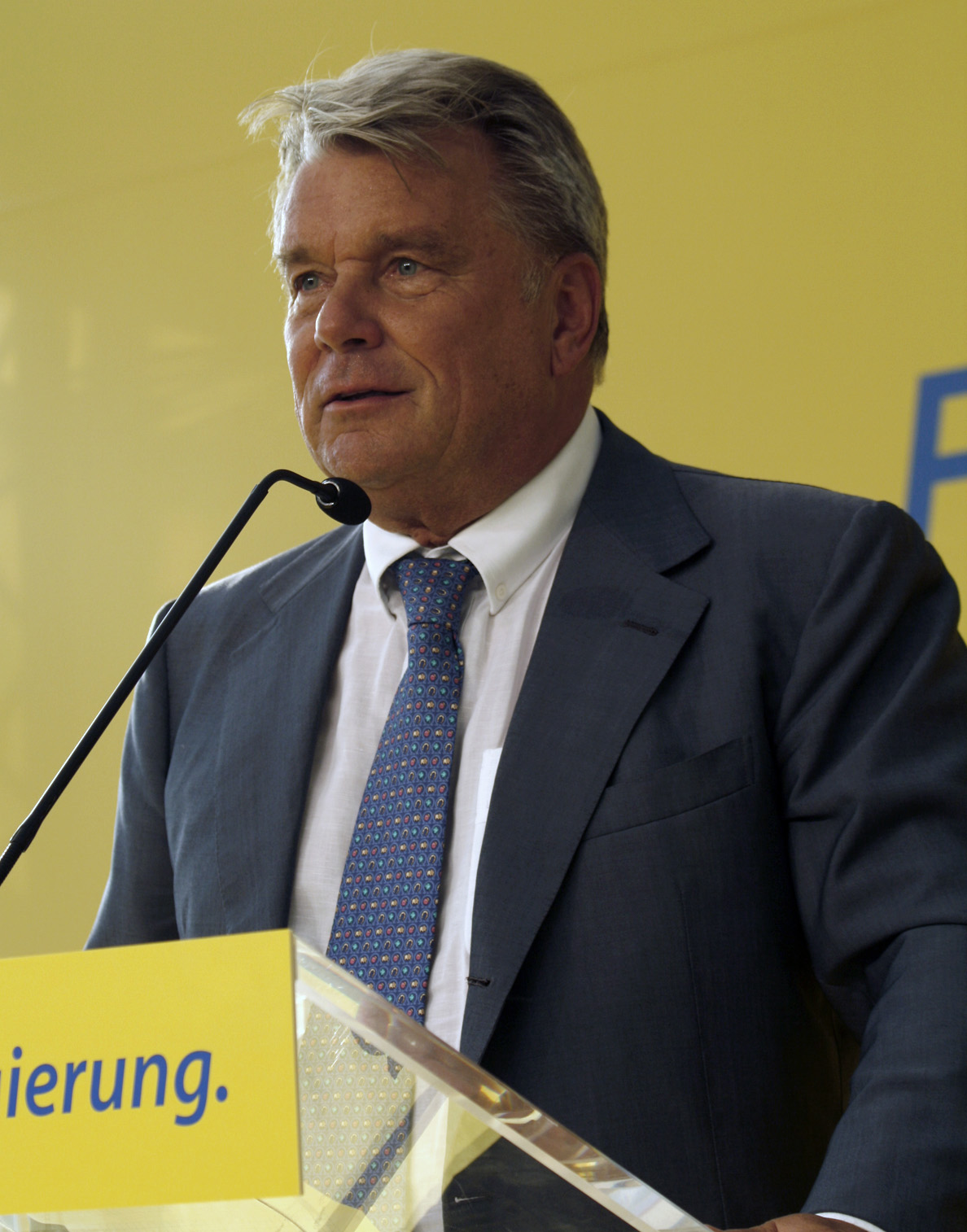
Hans Peter Haselsteiner (* 1944)

- 1944: Hans Peter Haselsteiner, österreichischer Unternehmer und ehemaliger Politiker
- 1944: Hans-Joachim Sachau, deutscher Brigadegeneral
- 1944: Christine Schorn, deutsche Schauspielerin
- 1945: Luisito Martí, dominikanischer Musiker, Schauspieler, Filmproduzent und Fernsehmoderator

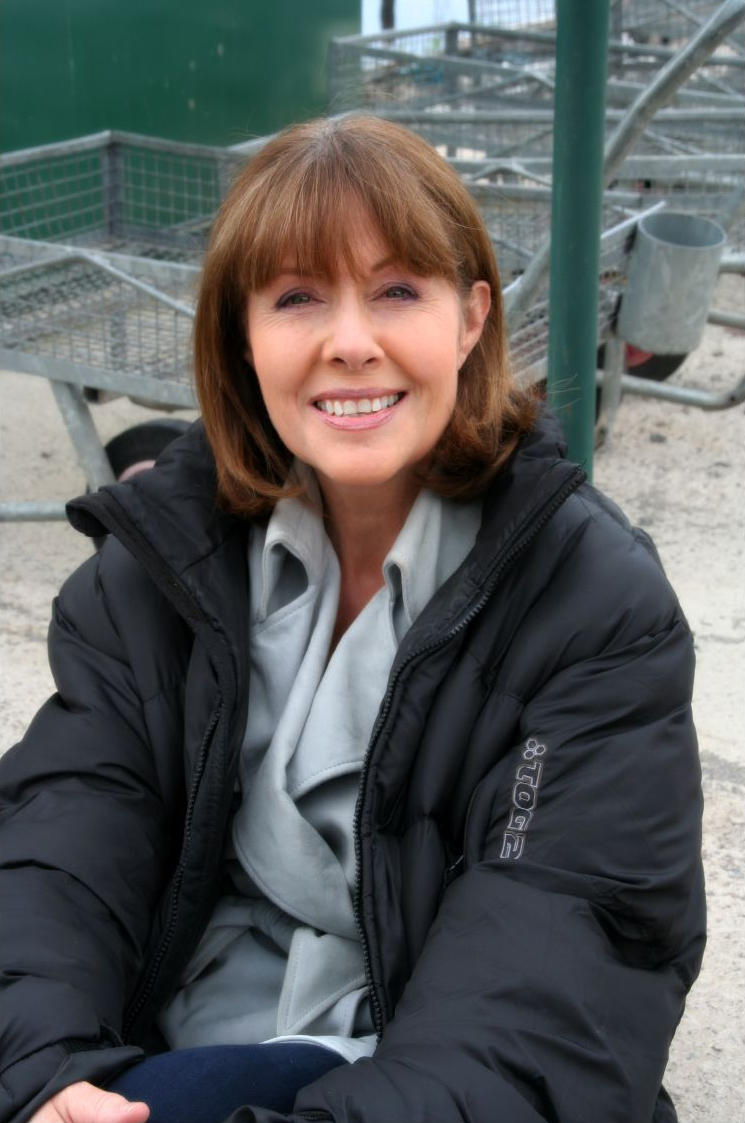
Elisabeth Sladen (* 1946)

- 1945: Michel Pignard, französischer Automobilrennfahrer
- 1945: Gerhard Welz, deutscher Fußballspieler
- 1946: Jakob Mattner, deutscher Künstler
- 1946: Elisabeth Sladen, britische Schauspielerin
- 1947: Gaston Rahier, belgischer Motocrossfahrer
- 1948: Rick James, US-amerikanischer Funk-Musiker
- 1948: Waltraud Kretzschmar, deutsche Handballspielerin
- 1948: Heinrich Christian Mayr, deutscher Informatiker und Universitätsprofessor
- 1948: Barry Sonshine, kanadischer Vielseitigkeitsreiter
- 1949: Jürgen Martin, deutscher Fußballspieler
- 1949: Franco Causio, italienischer Fußballspieler
- 1949: Jean-Marc Lelong, französischer Comicautor
- 1949: Peter Millowitsch, deutscher Volksschauspieler und Theaterunternehmer
- 1950: Barbara Büchner, österreichische Kinder- und Jugendbuchautorin
- 1950: Mike Campbell, US-amerikanischer Musiker
- 1950: Tsui Hark, chinesischer Regisseur und Produzent

#### 1951–1975
- 1951: Glória Muianga, mosambikanische Radiomoderatorin

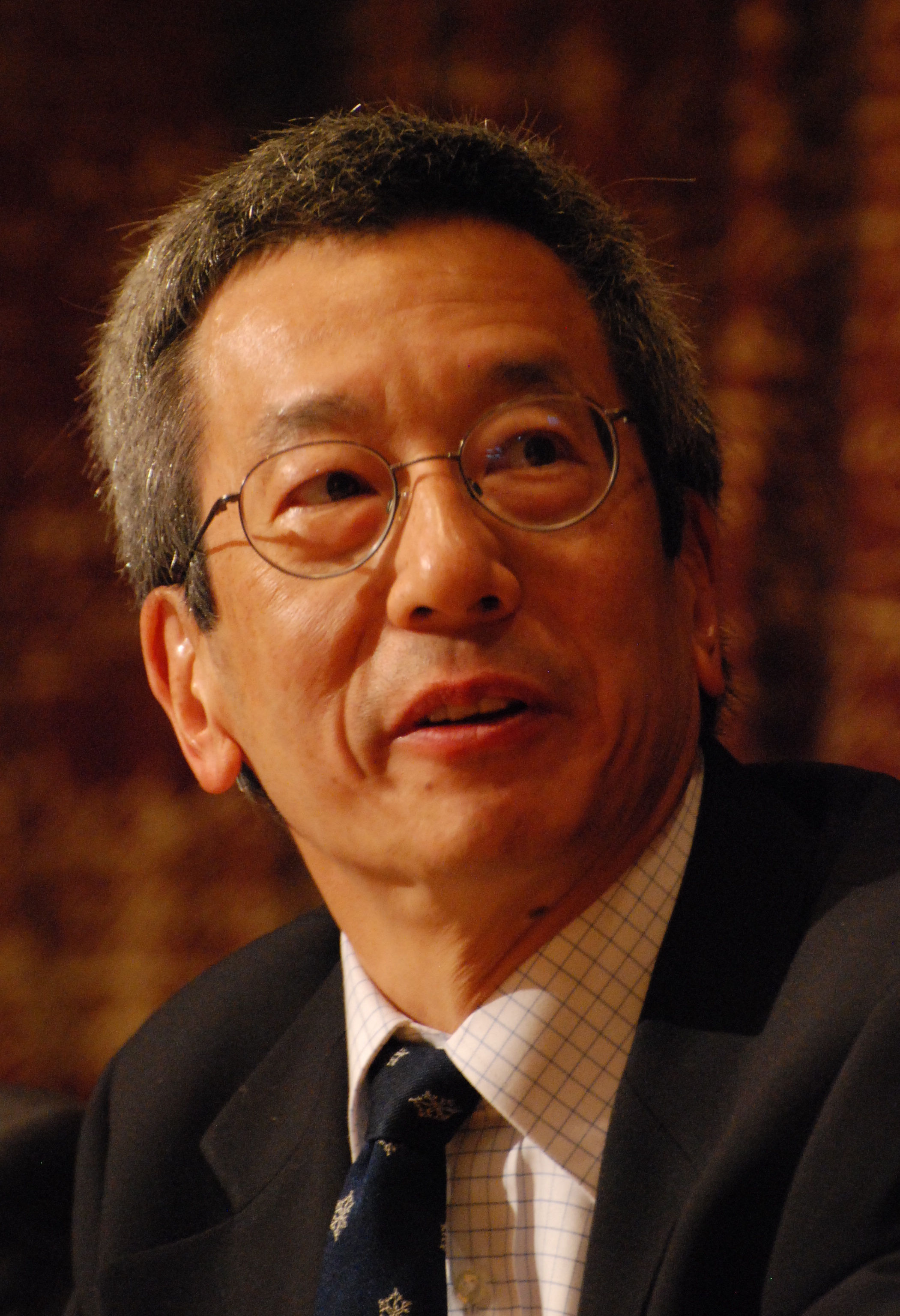
Roger Tsien (* 1952)

- 1952: Norbert Barthle, deutscher Politiker, MdB
- 1952: Jenő Jandó, ungarischer Pianist und Musikpädagoge
- 1952: Roger Tsien, sino-US-amerikanischer Zellbiologe, Nobelpreisträger
- 1953: Christian Geistdörfer, deutscher Motorsportler
- 1953: Jerzy Potz, polnischer Eishockeyspieler und -trainer
- 1954: Marijke Amado, niederländische Moderatorin
- 1954: Christoph Böhr, deutscher Politiker, MdL
- 1954: Carlo Conti, Schweizer Politiker
- 1954: Egbert Streuer, niederländischer Motorradrennfahrer
- 1954ː Jenny De la Torre Castro, deutsch-peruanische Ärztin und Gründerin der „Jenny De la Torre Stiftung“
- 1955: Dieter Anhuf, deutscher Geograph
- 1955: Hans Werner Olm, deutscher Komiker, Kabarettist und Entertainer
- 1956: Guo Wenjing, chinesischer Komponist
- 1957: Andreas Anderegg, Schweizer Boxer
- 1957: Dennis Brown, jamaikanischer Reggae-Sänger
- 1957: Rudolf Schauss, österreichischer Fußballspieler
- 1957: Walter Schachner, österreichischer Fußballspieler und -trainer
- 1958: Søren Lerby, dänischer Fußballspieler und -trainer
- 1958: Ramy Zada, US-amerikanischer Schauspieler
- 1959: Barbara Auer, deutsche Schauspielerin
- 1959: Thomas Auler, deutscher Politiker
- 1959: Ottmar Liebert, deutscher Gitarrist
- 1960: Andreas Asche, deutscher Fußballspieler
- 1960: Fabrizio Pirovano, italienischer Motorradrennfahrer

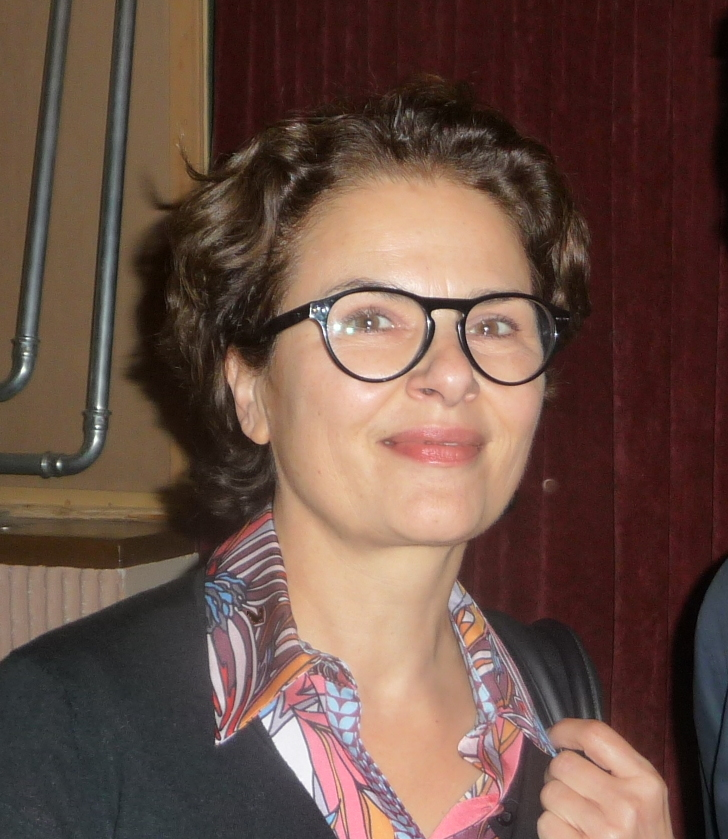
Barbara Auer (* 1959)

- 1962: Manuel Amoros, französischer Fußballspieler
- 1962: Uwe Arkuszewski, deutscher Moderator, Sänger und Entertainer
- 1962: Takashi Murakami, japanischer Künstler
- 1962: David Warnock, britischer Automobilrennfahrer
- 1963: Josh Broecker, deutscher Regisseur und Drehbuchautor

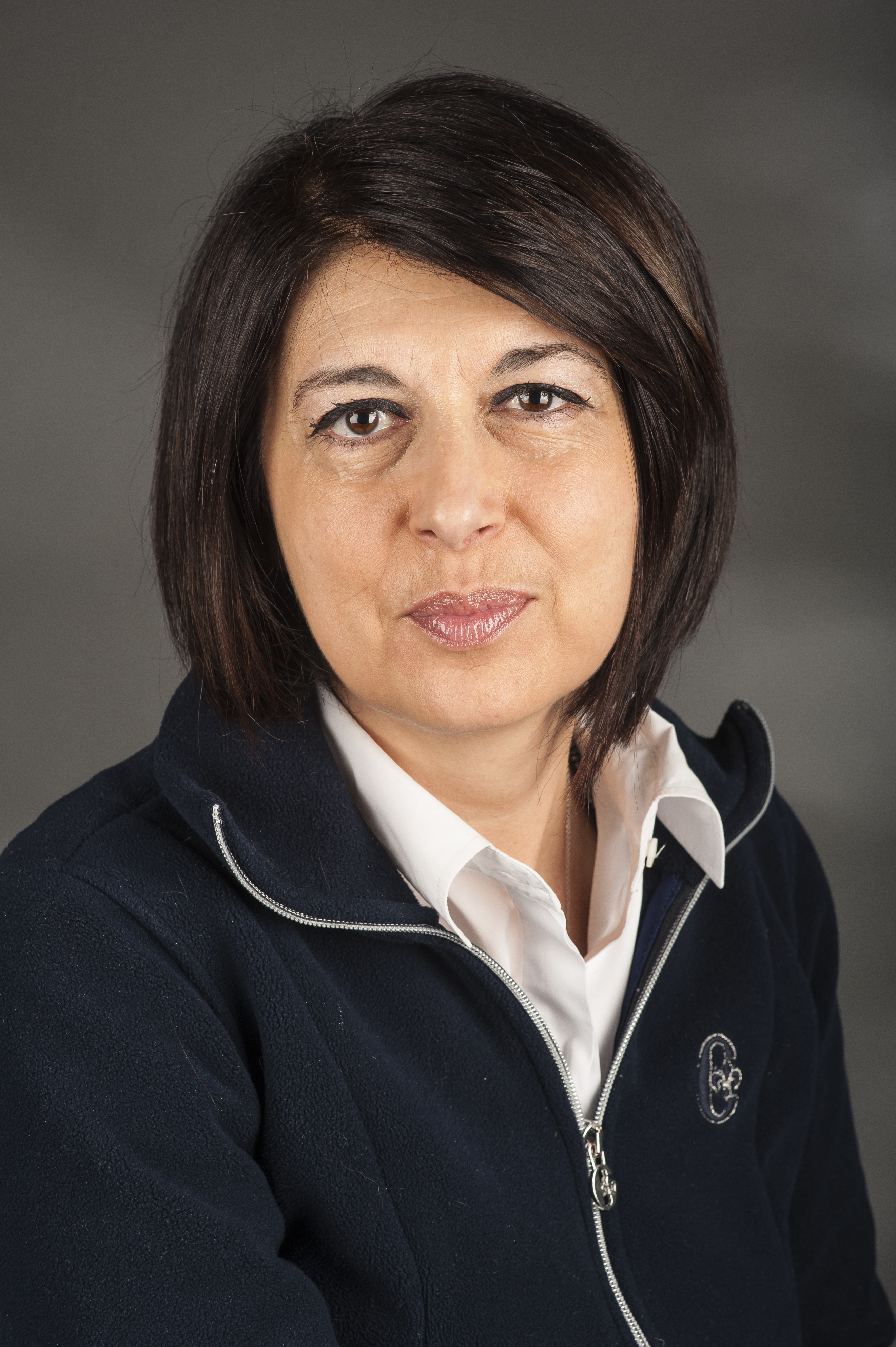
Roberta Angelilli (* 1965)

- 1963: Fausto Romitelli, italienischer Komponist
- 1964: Christian Häckl, österreichischer Meteorologe
- 1964: Bugge Wesseltoft, norwegischer Jazzmusiker und Pianist
- 1964: Andreas Herder, deutscher Schauspieler
- 1965: Roberta Angelilli, italienische Politikerin
- 1965: Adam Benzwi, US-amerikanischer Pianist
- 1965: Sherilyn Fenn, US-amerikanische Schauspielerin
- 1965: Peter V. Kunz, Schweizer Wirtschaftsrechtler
- 1965: Brandon Lee, US-amerikanischer Schauspieler
- 1965: Stéphanie von Monaco, monegassische Prinzessin und Sängerin

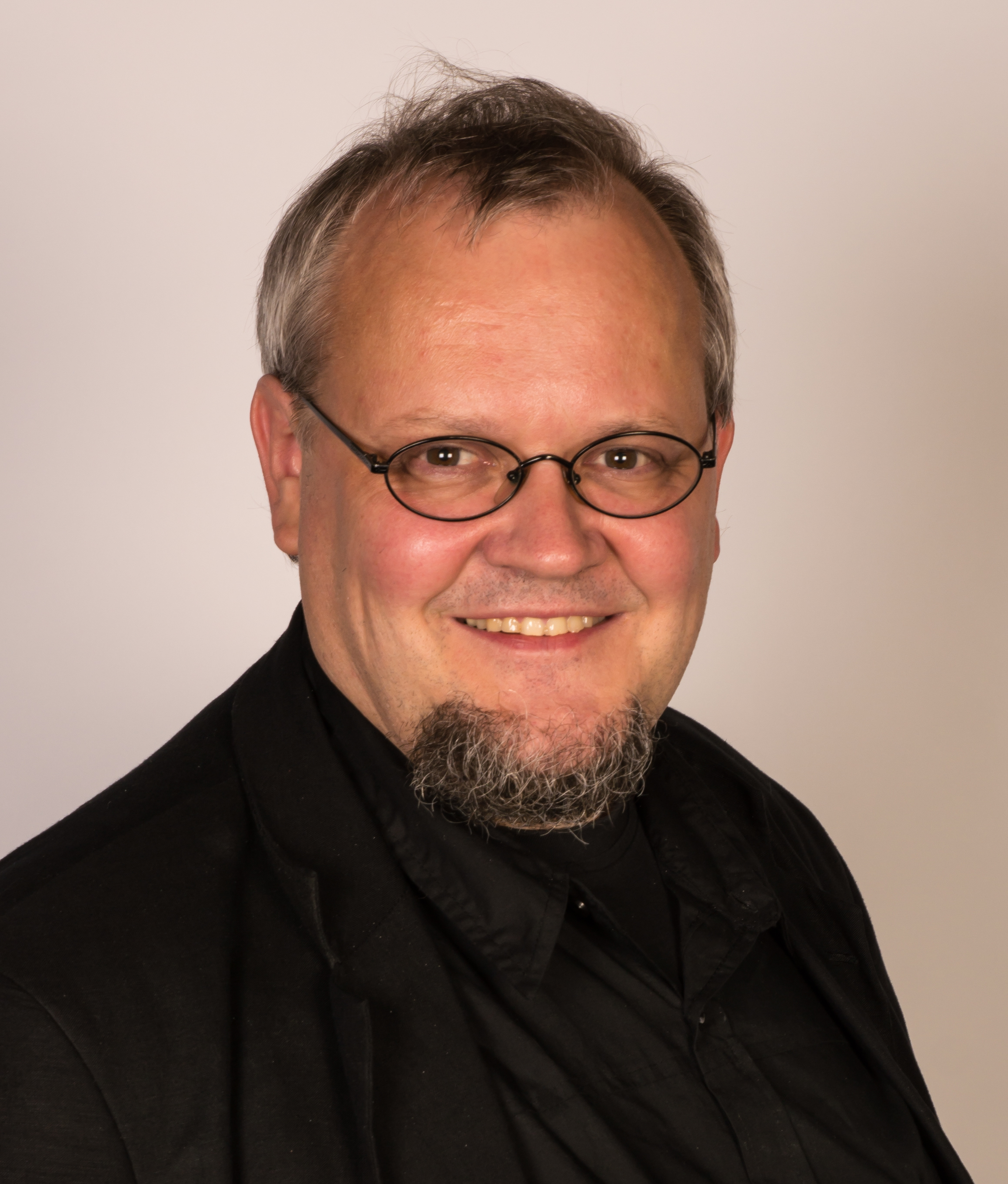
Tobias Pflüger (* 1965)

- 1965: Tobias Pflüger, deutscher Politikwissenschaftler und Friedensforscher
- 1966: Michelle Anne Akers, US-amerikanische Fußballspielerin
- 1966: Paul Dalla Lana, kanadischer Automobilrennfahrer
- 1966: Laurent Garnier, französischer Technoproduzent und DJ
- 1967: Jessica Stockmann, deutsche Schauspielerin
- 1968: Cheb Hasni, algerischer Sänger
- 1968: Lisa Marie Presley, US-amerikanische Sängerin
- 1968: Mark Recchi, kanadischer Eishockeyspieler
- 1968: Javier Sánchez, spanischer Tennisspieler
- 1968: Hannes Trinkl, österreichischer Skirennfahrer
- 1969: Dwayne Adway, US-amerikanischer Schauspieler
- 1969: Ange Barde, französischer Unternehmer und Automobilrennfahrer
- 1969: Gabriel Batistuta, argentinischer Fußballspieler
- 1969: Ulrike Frank, deutsche Schauspielerin
- 1969: Bahman Ghobadi, iranischer Drehbuchautor und Filmregisseur
- 1969: Brian Krause, US-amerikanischer Schauspieler
- 1969: Joshua Redman, US-amerikanischer Jazz-Saxophonist
- 1969: Nino Salukwadse, sowjetisch-georgische Sportschützin, Olympiasiegerin
- 1969: Victor Smolski, belarussischer Musiker
- 1970: Eric Jensen, kanadischer Rennfahrer
- 1971: Mikołaj Górecki, polnischer Komponist
- 1971: Michael C. Hall, US-amerikanischer Schauspieler
- 1971: Jill Kelly, US-amerikanischer Pornostar
- 1971: Christian Winninghoff, deutscher Jazztrompeter und Flügelhornist
- 1971: Zlatko Zahovič, slowenischer Fußballspieler

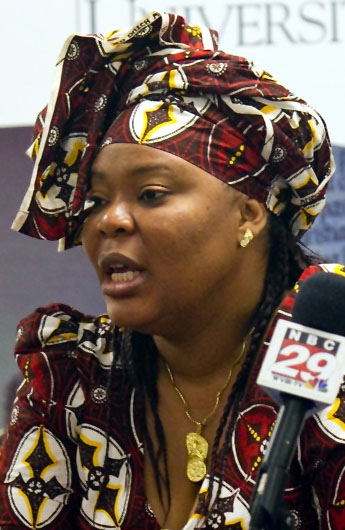
Leymah Gbowee (* 1972)

- 1972: Leymah Gbowee, liberianische Bürgerrechtlerin, Friedensaktivistin und Politikerin, Nobelpreisträgerin
- 1972: Johan Walem, belgischer Fußballspieler
- 1972: Christian Ziege, deutscher Fußballspieler
- 1972: Aaron Ziercke, deutscher Handballspieler und Handballtrainer
- 1973: Yuri Landman, niederländischer Musikologe und Gitarrist, Sänger, Comiczeichner und Musikinstrumentenbauer
- 1973: Óscar Pérez Rojas, mexikanischer Fußballtorhüter
- 1973: René Schneider, deutscher Fußballspieler
- 1973: Birger Sellin, deutscher Autor
- 1973: Daniel Zerbin, deutscher Kriminalwissenschaftler und Politiker
- 1974: Roberto Heras, spanischer Radrennfahrer
- 1974: Jesper Rönnbäck, schwedischer Freestyle-Skier
- 1975: Big Boi, US-amerikanischer Rapper und Schauspieler
- 1975: Ekaterini Thanou, griechische Leichtathletin
- 1975: Hans van de Haar, niederländischer Fußballspieler

#### 1976–2000
- 1976: Pavel Dobrý, tschechischer Fußballspieler
- 1977: Phil Ivey, US-amerikanischer Pokerspieler
- 1977: Libor Sionko, tschechischer Fußballspieler
- 1977: Sabine Menne, deutsche Schauspielerin und Sängerin

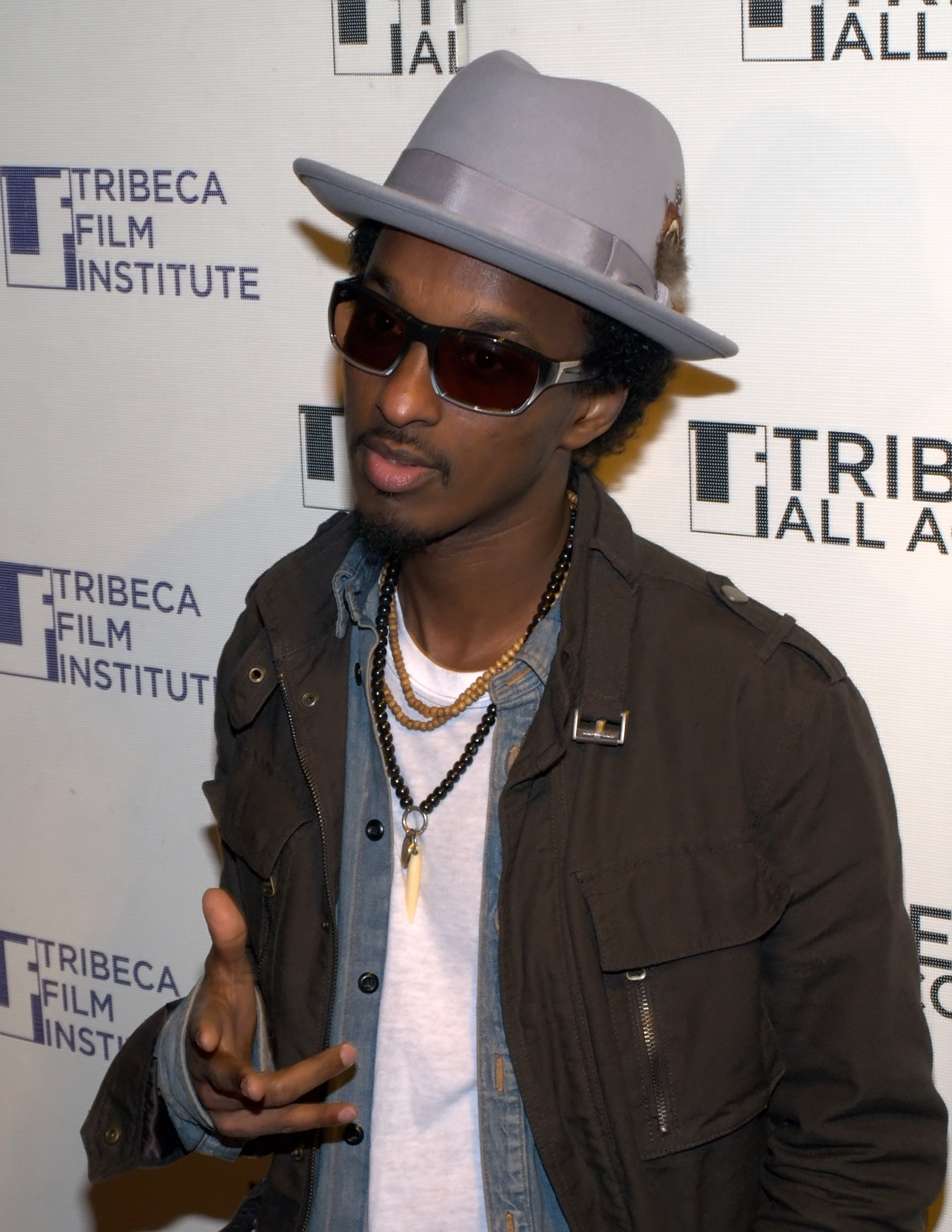
K’naan (* 1978)

- 1978: Tobias Hans, deutscher Politiker
- 1978: K’naan, kanadisch-somalischer Musiker
- 1978: Claudia Nystad, deutsche Skilangläuferin
- 1978: Sara Tavares, portugiesische Sängerin
- 1978: Marion Wagner, deutsche Leichtathletin
- 1979: Patrick Hässig, Schweizer Moderator und Politiker
- 1979: Juan, brasilianischer Fußballspieler
- 1979: Rachelle Lefèvre, kanadische Schauspielerin
- 1979: Aino-Kaisa Saarinen, finnische Skilangläuferin
- 1979: Bianca Sissing, Miss Schweiz 2003
- 1980: Mike Ribeiro, kanadischer Eishockeyspieler
- 1980: Aleksander Šeliga, slowenischer Fußballspieler
- 1980: Paulo da Silva, paraguayischer Fußballspieler
- 1980: Otilino Tenorio, ecuadorianischer Fußballspieler
- 1980: Ellen Trane Nørby, dänische Politikerin
- 1981: Lena Gorelik, deutsche Journalistin
- 1982: Daisy Betts, australische Schauspielerin
- 1982: Akseli Lajunen, finnischer Skispringer
- 1982: Sara Malakul Lane, US-amerikanische Schauspielerin britisch-thailändischer Herkunft
- 1983: Hamed Afagh, iranischer Basketballspieler
- 1983: Jurgen Van Den Broeck, belgischer Radrennfahrer und Autorennfahrer
- 1983: Florian Liegl, österreichischer Skispringer
- 1984: Darren Fletcher, schottischer Fußballspieler
- 1986: Lauren Conrad, US-amerikanischer Fernsehstar

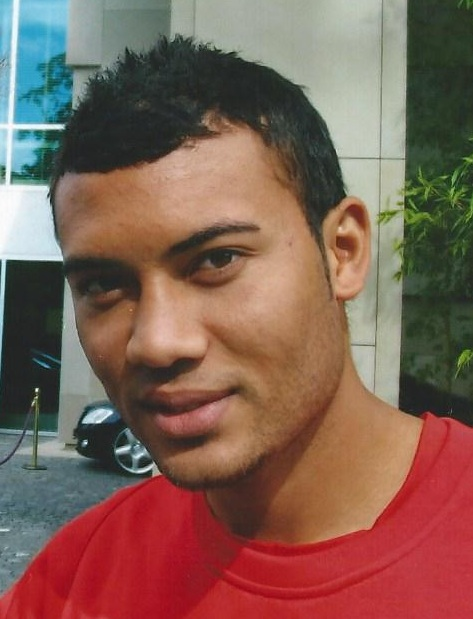
Johan Vonlanthen (* 1986)

- 1986: Johan Vonlanthen, Schweizer Fußballspieler
- 1987: Barış Ataş, türkischer Fußballspieler
- 1987: Sebastian Boenisch, deutscher Fußballspieler
- 1987: Giuseppe Rossi, italienischer Fußballspieler
- 1989: Nadine Enoch, deutsche Fußballspielerin
- 1989: Alfreð Finnbogason, isländischer Fußballspieler
- 1989: Jessica Kreuzer, deutsche Fußballspielerin
- 1990: Leo Au Chun-ming, chinesischer Squashspieler
- 1990: Duje Čop, kroatischer Fußballspieler
- 1991: Faouzi Ghoulam, französisch-algerischer Fußballspieler
- 1991: Andrej Lebedseu, belarussischer Fußballspieler
- 1991: Nick Weber, deutscher Handballspieler
- 1993: Loris Baz, französischer Motorradrennfahrer
- 1993: Onel Hernández, deutsch-kubanischer Fußballspieler
- 1993: Nico Karger, deutscher Fußballspieler
- 1994: Jacob Gunkel, deutscher Schauspieler
- 1994: Assad Nouhoum, deutscher Fußballschiedsrichter und Ingenieur
- 1994: Harry Styles, britischer Sänger (One Direction)
- 1995: Oliver Heldens, niederländischer DJ und Produzent
- 1997: Raul Flore, rumänischer Biathlet

## Gestorben

### Vor dem 16. Jahrhundert
- 0344: Severus von Ravenna, Bischof von Ravenna
- 0523: Brigida von Kildare, irische Heilige
- 0583: Kan Bahlam I., Herrscher der Maya-Stadt Palenque
- 0656: Sigibert III., fränkischer König
- 0850: Ramiro I., König von Asturien, Graf von Kastilien
- 0884: Egbert, Bischof von Osnabrück
- 0992: Dschauhar as-Siqillī, Heerführer der Fatimiden
- 0997: Géza, ungarischer Großfürst
- 1135: Schams al-Muluk Ismail, Atabeg von Damaskus
- 1198: Walram I., Graf von Nassau
- 1222: Alexios I., Kaiser von Trapezunt
- 1248: Heinrich II., Herzog von Brabant und Niederlothringen
- 1259: Thomas II., Herr von Piemont, Graf von Flandern, Hennegau und Savoyen
- 1286: Simon II. de Clermont, Herr von Ailly und Nesle
- 1308: Hermann, Markgraf von Brandenburg, Graf von Henneberg

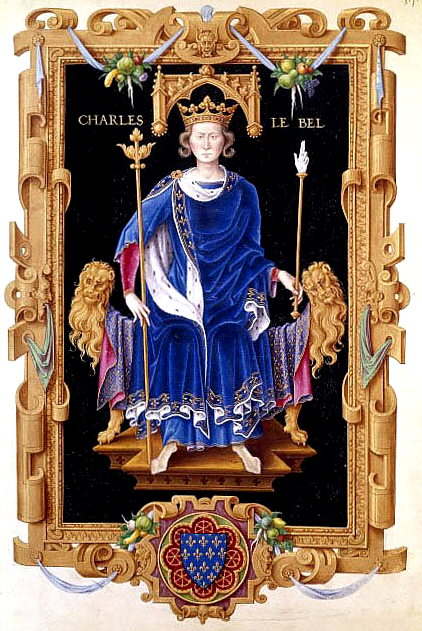
Karl IV. († 1328)

- 1328: Karl IV., König von Frankreich und Navarra
- 1333: Konrad IV. von Baierbrunn, bayerischer Adeliger
- 1346: Pål Bårdsson Erzbischof von Nidaros
- 1346: Friedrich Ritzendorfer, Abt des Benediktinerstiftes Kremsmünster
- 1381: Konrad von dem Eichhorn, Bürgermeister von Aachen
- 1398: Otto III. von Schalksberg, Bischof von Minden
- 1465: Dénes Szécsi, ungarischer Kardinal und erster Primas von Ungarn
- 1478: Cristoforo della Rovere, Erzbischof von Tarentaise, Kardinal
- 1489: Gerhard Buck, deutscher Ordensbruder und Dichter

### 16. bis 18. Jahrhundert
- 1501: Siegmund, Herzog von Bayern-München und Bayern-Dachau
- 1506: Oswald I. von dem Bergh, Graf von dem Bergh
- 1510: Sidonie von Böhmen, Herzogin von Sachsen
- 1535: Johann Klopreis, Täuferprediger in Münster
- 1542: Hieronymus Aleander, italienischer Humanist und Kardinal
- 1549: Melchior Lotter der Ältere, deutscher Buchdrucker und Verleger
- 1563: Minas, Negus negest (Kaiser) von Äthiopien
- 1564: Andreas Hyperius, deutscher Theologe und Reformator
- 1590: Caterina de’ Ricci, florentiner Priorin des Klosters Prato in Toscana
- 1604: Johannes Zuidlareus, deutscher Theologe und Prediger der Reformationszeit
- 1606: Guillaume Costeley, französischer Organist und Komponist
- 1620: Elisabeth Katharina Smiřická von Smiřice, böhmische Adelige
- 1626: Charles de Choiseul, marquis de Praslin, Marschall von Frankreich
- 1628: Vincentius Schmuck, deutscher lutherischer Theologe und Kirchenlieddichter
- 1634: Benjamin Starck, deutscher evangelisch-lutherischer Theologe, Pastor und Superintendent
- 1647: Daniel Heider, deutscher Jurist und Rechtshistoriker
- 1656: Rudolf von Drachenfels, deutscher Verwaltungsbeamter und Gelegenheitsdichter
- 1663: Christoph Lüthardt, Schweizer evangelischer Geistlicher und Hochschullehrer
- 1666: Shah Jahan, indischer Kaiser und Erbauer des Taj Mahal
- 1669: Abraham Crijnssen, niederländischer Eroberer und Gouverneur von Suriname
- 1678: Timotheus Ritzsch, deutscher Buchdrucker, Buchhändler und Herausgeber der ersten deutschen Tageszeitung
- 1691: Alexander VIII., Papst
- 1696: Johann Peter von Burmann, deutscher Politiker und Weihbischof in Köln
- 1699: Charlotte Johanna von Waldeck-Wildungen, Herzogin von Sachsen-Coburg-Saalfeld
- 1705: Sophie Charlotte von Hannover, preußische Königin
- 1708: Ferdinand Gobert von Aspremont-Lynden, Graf von Reckheim
- 1708: Wolfgang Steinböck, österreichischer Steinmetzmeister und Bildhauer
- 1713: Michael Apafi II., Fürst von Siebenbürgen
- 1718: Charles Talbot, 1. Duke of Shrewsbury, britischer Politiker
- 1727: Giuseppe Sala, venezianischer Musikverleger, Drucker und Buchhändler

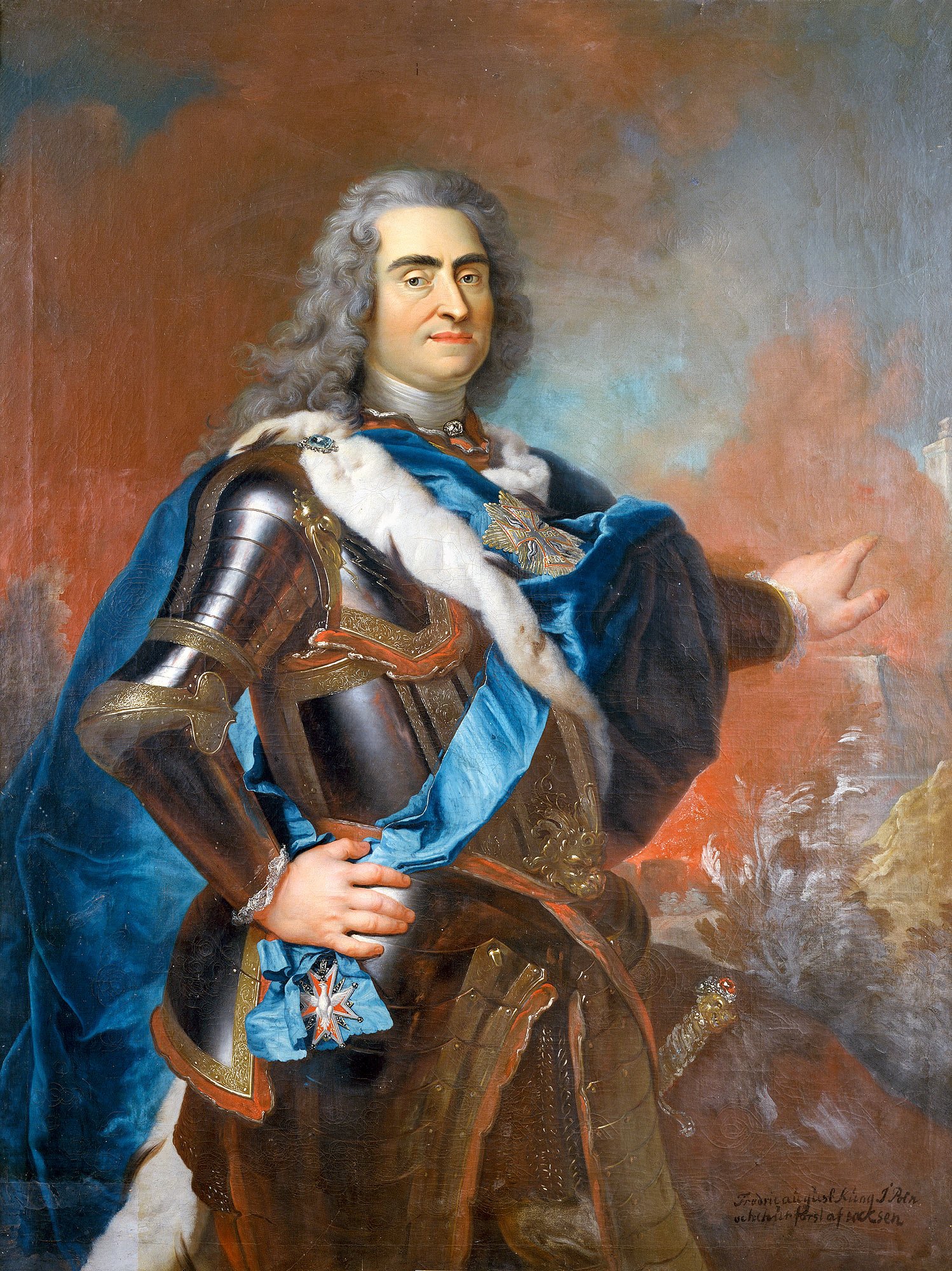
König August der Starke († 1733)

- 1733: August der Starke, Kurfürst von Sachsen, König von Polen und Großfürst von Litauen
- 1743: Giuseppe Ottavio Pitoni, italienischer Komponist
- 1743: Jacob Friedrich Reimmann, deutscher Theologe, Pädagoge, Philosoph und Historiker
- 1749: Françoise Marie de Bourbon, Herzogin von Chartres und Herzogin von Orléans
- 1750: Moyse Garrigue, Juwelier und Gerichtsassessor der Französischen Kolonie zu Magdeburg
- 1756: Marie-Auguste von Thurn und Taxis, Herzogin von Württemberg
- 1760: Wilhelm VIII., Landgraf von Hessen-Kassel
- 1761: Pierre François Xavier de Charlevoix, französischer Jesuit, Reisender und Historiker
- 1767: Gottfried Kleiner, deutscher evangelischer Geistlicher und Kirchenlieddichter
- 1792: Mihály Ambrosovszky, ungarischer Kirchenhistoriker
- 1793: William Aiton, britischer Botaniker
- 1793: Jonathan Arnold, US-amerikanischer Arzt und Politiker
- 1797: James Duane, Delegierter des Staates New York im Kontinentalkongress
- 1797: Hans Strøm, norwegischer Naturforscher
- 1799: Ferdinand Kobell, deutscher Maler

### 19. Jahrhundert
- 1803: Anders Chydenius, finnischer Pfarrer, Politiker und Philosoph
- 1812: Maria Alberti, deutsche Malerin und Gründungsoberin der Clemensschwestern
- 1824: John Lemprière, britischer Lexikograph, Geistlicher und College-Direktor
- 1824: Maria Theresia Paradis, österreichische Komponistin, Pianistin und Sängerin Maria Theresia Paradis († 1824)

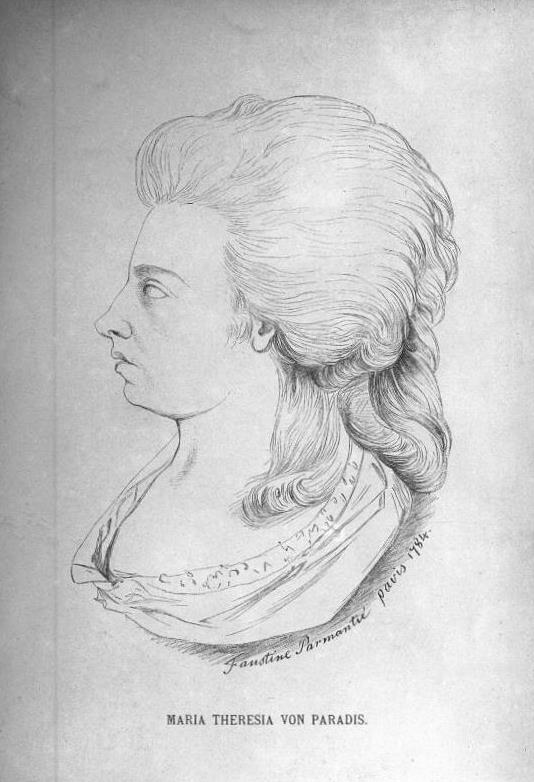
Maria Theresia Paradis († 1824)

- 1825: Meinard Tydeman der Ältere, niederländischer Rechtswissenschaftler und Historiker
- 1829: Johann Ludwig Völkel, deutscher Altphilologe und Archäologe
- 1830: Anna Emilie, Prinzessin von Anhalt-Köthen und Erbin der Standesherrschaft Pleß
- 1833: Jean Henri Pareau, niederländischer Orientalist und reformierter Theologe
- 1837: Friedrich Franz I., Großherzog von Mecklenburg-Schwerin
- 1838: José Gregorio Salazar Lara, Präsident der Zentralamerikanischen Konföderation
- 1839: Albrecht Besserer von Thalfingen, bayerischer General und Kriegsminister
- 1839: Giuseppe Valadier, italienischer Architekt, Städtebauer, Archäologe und Goldschmied
- 1841: Johann Friedemann Greiner, deutscher Glashüttenbesitzer, Porzellanfabrikant und Landtagsabgeordneter
- 1851: Friedrich Wilhelm Käuffer, deutscher Jurist
- 1851: Mary Shelley, britische Schriftstellerin (Frankenstein oder Der moderne Prometheus) Mary Shelley († 1851)

Mary Shelley († 1851)

- 1854: Silvio Pellico, italienischer Schriftsteller
- 1855: Wilhelm Ludwig von Eschwege, deutscher Bergmann, Geologe und Geograph
- 1855: Claus Harms, deutscher protestantischer Theologe
- 1856: Iwan Fjodorowitsch Paskewitsch, russischer Statthalter von Polen und Generalfeldmarschall
- 1859: Johann Christoph Schröther der Jüngere, deutscher Orgelbauer
- 1863: Johann Siegmund Mann jr., Lübecker Kaufmann und Politiker
- 1864: Louise Marie Thérèse d’Artois, Herzogin von Parma
- 1868: Gustav Eduard Benseler, deutscher Altphilologe und Lexikograf
- 1870: Auguste Regnaud de Saint-Jean d’Angely, französischer General und Staatsmann, Marschall von Frankreich
- 1870: Anton Martin Schweigaard, norwegischer Jurist und Politiker
- 1871: Guillaume Lejean, französischer Entdecker und Forschungsreisender
- 1871: Alexander Nikolajewitsch Serow, russischer Komponist
- 1872: Bogumil Dawison, polnisch-deutscher Schauspieler
- 1873: Matthew Fontaine Maury, US-amerikanischer Marineoffizier und Hydrograph
- 1876: Martin Faustmann, deutscher Forstwissenschaftler und Förster
- 1878: George Cruikshank, britischer Karikaturist und Illustrator
- 1878: Heinrich LXIX., Paragiatsherr von Reuß-Köstritz
- 1885: James Chesnut fr., US-amerikanischer Rechtsanwalt und Politiker, Brigadegeneral der Konföderierten im Sezessionskrieg
- 1885: Sidney Thomas, britischer Metallurg
- 1889: Carl Leverkus, deutscher Chemieunternehmer
- 1895: Mary Thornycroft, englische Bildhauerin Mary Thornycroft († 1895)

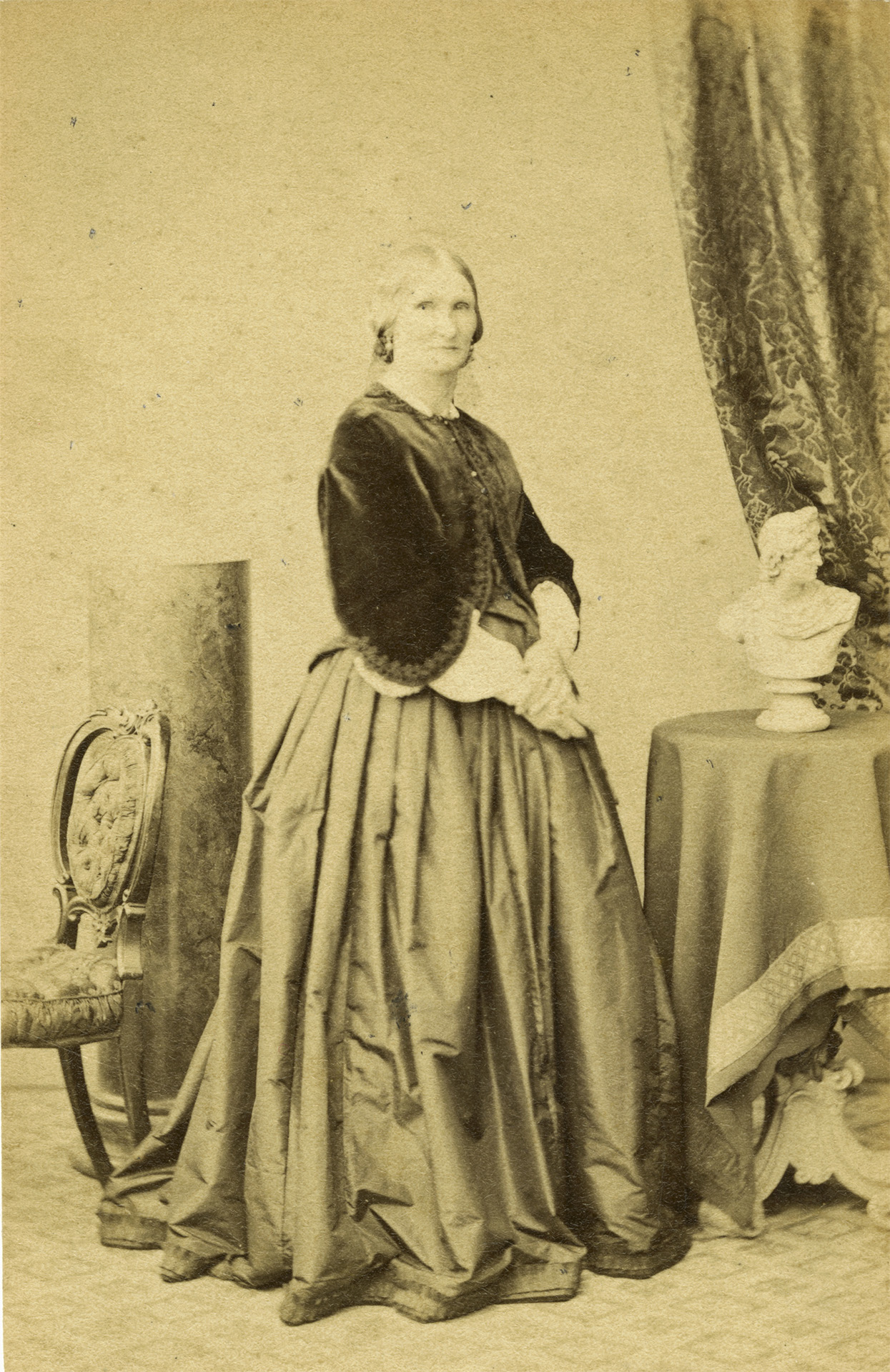
Mary Thornycroft († 1895)

- 1896: Friedrich Strehlke, deutscher Pädagoge und Literaturwissenschaftler
- 1900: Bernard Altum, deutscher Zoologe, Ornithologe und Forstwissenschaftler

### 20. Jahrhundert

#### 1901–1950
- 1902: Salomon Jadassohn, deutscher Komponist, Pianist, Musiktheoretiker und -pädagoge
- 1902: Hans Bartsch von Sigsfeld, deutscher Luftfahrtpionier
- 1903: George Gabriel Stokes, irischer Physiker und Mathematiker
- 1903: Rudolph von Delbrück, deutscher und preußischer Politiker, MdR, Staatsminister, enger Mitarbeiter Bismarcks
- 1905: Oswald Achenbach, deutscher Maler
- 1905: Gustav Hermann von Alvensleben, preußischer General
- 1905: Heinrich Lanz, deutscher Erfinder und Hersteller von Landmaschinen, Lokomobilen und Traktoren
- 1905: Ludwig von Tetmajer, österreich-schweizerischer Pionier der Materialprüfung und -forschung

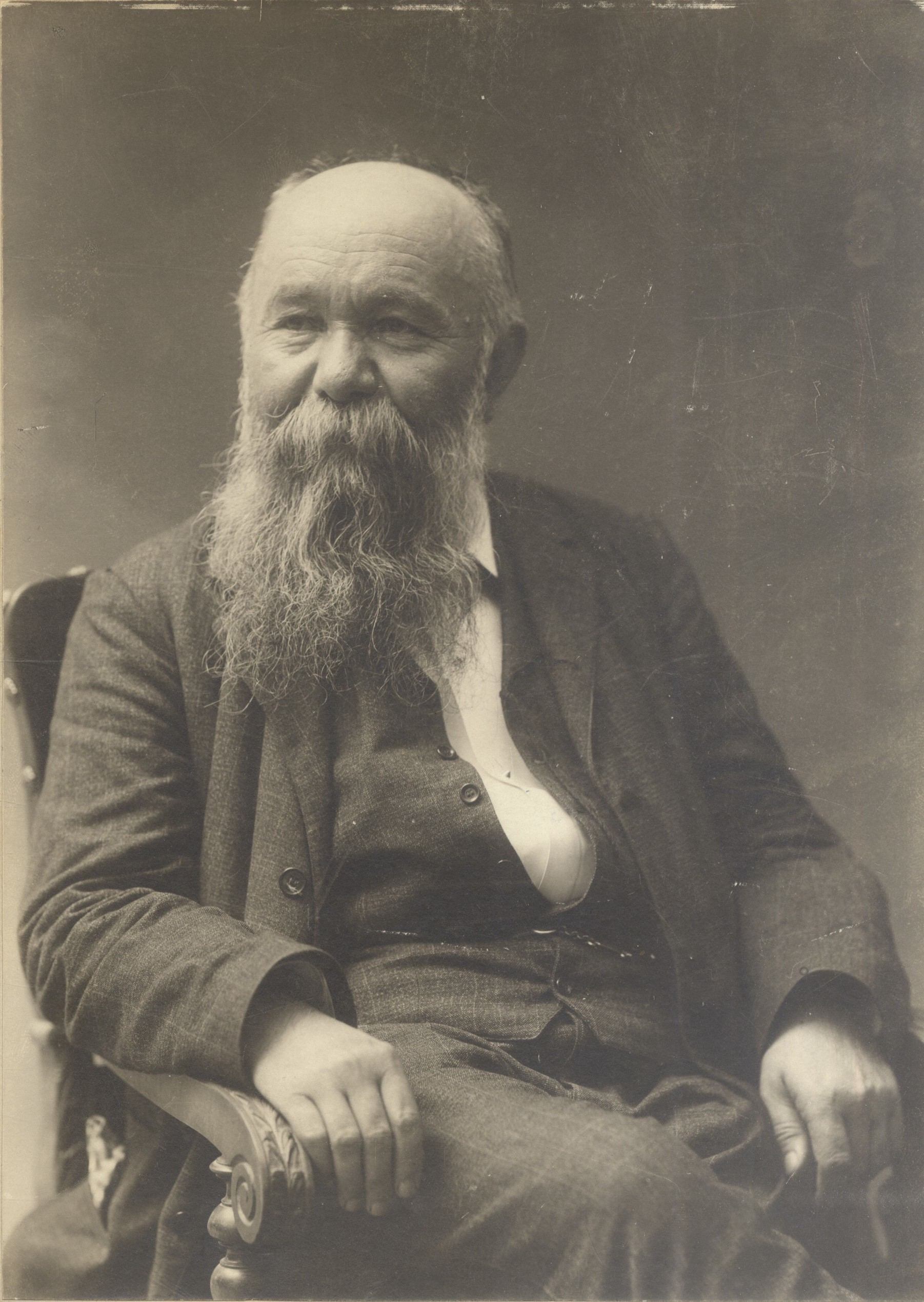
Milovan Glišić († 1908)

- 1908: Milovan Glišić, serbischer Schriftsteller und Übersetzer
- 1908: Karl I., König von Portugal
- 1908: Ludwig Philipp von Portugal, Kronprinz von Portugal
- 1909: Alexander Karl, österreichischer Benediktiner und Politiker
- 1910: Otto Julius Bierbaum, deutscher Autor und Schriftsteller
- 1910: Ernest Martin, Schweizer evangelischer Geistlicher und Hochschullehrer
- 1910: Benedikt Niese, deutscher Klassischer Philologe und Althistoriker
- 1910: Antonín Slavíček, tschechischer Maler
- 1912: Hugo Bußmeyer, deutscher Komponist
- 1912: Therese von Miltitz, sächsische Hofdame
- 1913: Karl Atz, italienischer Kunsthistoriker und Priester
- 1916: Anton Juljewitsch Simon, russischer Komponist französischer Herkunft
- 1917: Gustav Schönleber, deutscher Maler
- 1920: Adolf Albin, rumänischer Schachmeister und -theoretiker

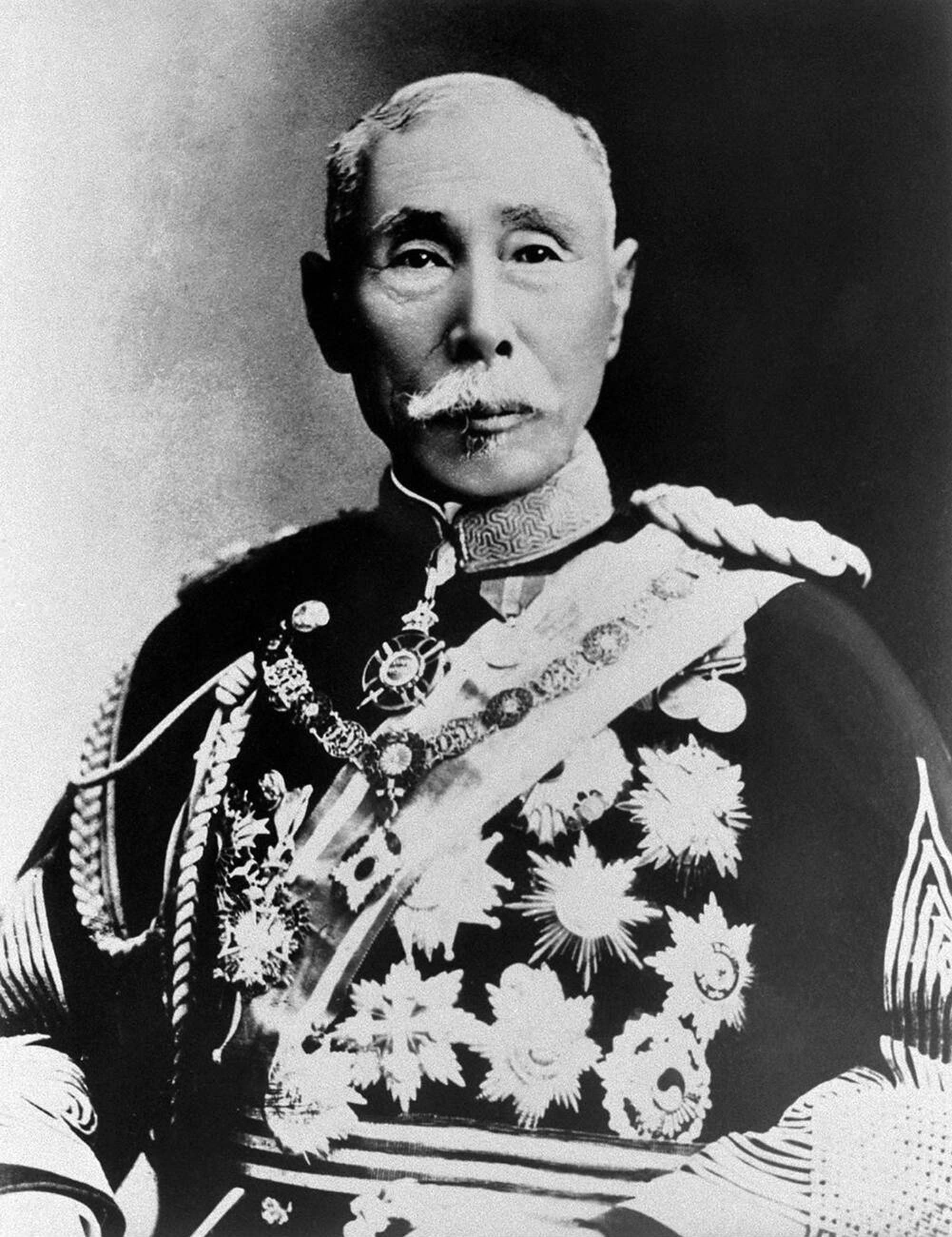
Yamagata Aritomo († 1922)

- 1922: Yamagata Aritomo, japanischer Militärführer und Politiker, Nationalheld, Premierminister
- 1923: Frédéric Raisin, Schweizer Jurist, Politiker und Kunstsammler
- 1923: Ernst Troeltsch, deutscher Theologe, Kulturphilosoph und liberaler Politiker

Edith Baird († 1924)

- 1924: Edith Baird, englische Schachkomponistin
- 1924: Max Sannemann, deutscher Komponist und Musikpädagoge
- 1925ː Emma Ekwall, schwedische Malerin
- 1925ː Ellen Hamlin, Frau des Vizepräsidenten der Vereinigten Staaten
- 1925ː Helene Vetsera, österreichische Adlige
- 1926: Ishibashi Ningetsu, japanischer Literaturkritiker und Schriftsteller
- 1927: Heinrich Heß, deutscher Beamter, Heimatforscher und Politiker
- 1928: Ah Toy, US-amerikanische Prostituierte und Bordellbetreiberin
- 1929: Karl Julius Beloch, deutscher Althistoriker
- 1929: August Halm, deutscher Komponist
- 1931: Emmanuel d’Orléans, duc de Vendôme, französischer Adliger
- 1932: Farabundo Martí, Politiker und Revolutionär in El Salvador
- 1932: Konrad Oebbeke, deutscher Mineraloge, Geologe und Professor
- 1933: Oscar Drude, deutscher Botaniker
- 1933: Gustav Lilienthal, deutscher Baumeister und Sozialreformer
- 1934: John Schehr, deutscher Politiker, Widerstandskämpfer gegen den Nationalsozialismus
- 1934: Eugen Schönhaar, deutscher Widerstandskämpfer gegen den Nationalsozialismus
- 1934: Rudolf Schwarz, deutscher Politiker, Widerstandskämpfer gegen den Nationalsozialismus
- 1934: Erich Steinfurth, deutscher Politiker, MdL, Widerstandskämpfer gegen den Nationalsozialismus
- 1937: Marguerite Audoux, französische Romanschriftstellerin
- 1938: Julian Arendt, deutscher Literat
- 1938: Carl Heicke, deutscher Gartenarchitekt
- 1938: Hans Heinrich XV. Fürst von Pless, deutscher Standesherr und Montanindustrieller
- 1940: Hedwig Bleuler-Waser, Schweizer Temperenzlerin, gründete den Schweizerischen Bund abstinenter Frauen
- 1940: Philip Francis Nowlan, US-amerikanischer Science-Fiction Autor
- 1941: Walter Abbott, englischer Fußballspieler
- 1941: Lina Hähnle, deutsche Gründerin des Bundes für Vogelschutz

Karl Schapper († 1941)

- 1941: Karl Schapper, deutscher Widerstandskämpfer gegen den Nationalsozialismus
- 1944: Piet Mondrian, niederländischer Maler
- 1945: Johan Huizinga, niederländischer Kulturhistoriker
- 1945: Albert Leidmann, deutscher Boxer
- 1946: Hans Bethge, deutscher Dichter
- 1947: Detlev von Arnim-Kröchlendorff, deutscher Politiker
- 1949: Nicolae Cocea, rumänischer Schriftsteller
- 1950: Buddy Stewart, US-amerikanischer Jazzsänger

#### 1951–2000
- 1952: Caroline Ransom Williams, US-amerikanische Aägyptologin und klassische Archäologin
- 1953: Carlo Canavesi, italienischer Autorennfahrer
- 1953: Wsewolod Saderazki, ukrainisch-russischer Komponist und Pianist
- 1954: Edwin Howard Armstrong, US-amerikanischer Elektroingenieur und Erfinder
- 1954: Bernard Arens, luxemburgischer Theologe und Schriftsteller
- 1954: Josef Brendle, deutscher akademischer Kunstmaler
- 1954: Rosa Schapire, deutsche Kunsthistorikerin und Mäzenin
- 1957: Friedrich Paulus, deutscher Generalfeldmarschall
- 1958: Lukas Christ, Schweizer evangelischer Geistlicher
- 1958: Clinton Davisson, US-amerikanischer Physiker, Nobelpreisträger
- 1959: Willie Hoppe, US-amerikanischer Karambolagespieler, 51-facher Weltmeister
- 1961: Gerrit Bouwmeester, niederländischer Fußballspieler
- 1961: Max Simon, General der SS und Waffen-SS, Kriegsverbrecher
- 1962: Miroslav Cikán, tschechischer Filmregisseur
- 1962: Wilhelm Ohnesorge, deutscher Politiker, Reichspostminister
- 1963: John D’Alton, irischer Geistlicher, Erzbischof von Armagh
- 1965: Angelo Rotta, apostolischer Nuntius in Budapest

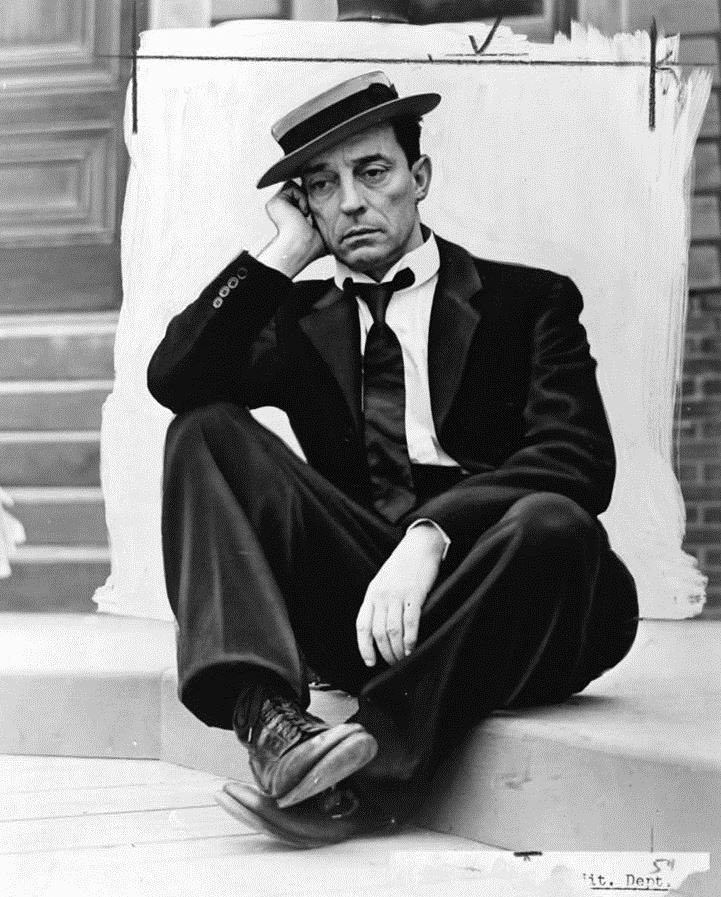
Buster Keaton († 1966)

- 1966: Buster Keaton, US-amerikanischer Schauspieler, Komiker und Regisseur
- 1968: Gerard Pieter Adolfs, niederländisch-ostindischer Maler und Architekt
- 1968: René Alain, kanadischer Akkordeonist
- 1968: Nguyễn Văn Lém, vietnamesisches Mitglied der NFB
- 1969: Oskar Regele, österreichischer Militärhistoriker
- 1970: Blaž Arnič, slowenischer Komponist
- 1970: Eugène Christophe, französischer Radrennfahrer
- 1970: Ernst Waldinger, deutscher Lyriker und Essayist
- 1971: Amet-Chan Sultan, sowjetischer Testpilot
- 1971: Hans Beyer, deutscher Chemiker
- 1971: Raoul Hausmann, österreichisch-deutscher Künstler des Dadaismus
- 1972: Karl Grünberg, deutscher Journalist und Schriftsteller
- 1973: Dutch Sternaman, US-amerikanischer American-Football-Spieler und Footballfunktionär
- 1976: Eric Gordon England, britischer Ingenieur und Automobilrennfahrer

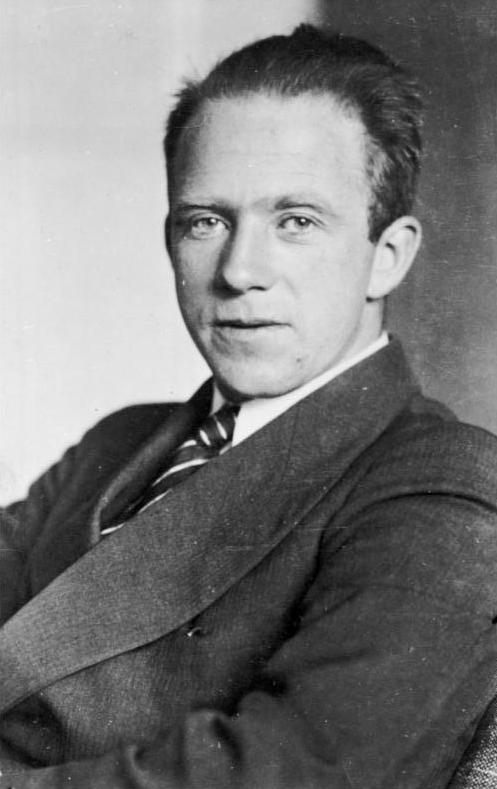
Werner Heisenberg († 1976)

- 1976: Werner Heisenberg, deutscher Physiker (Heisenbergsche Unschärferelation), Nobelpreisträger
- 1976: Karol Mroszczyk, polnischer Komponist und Musikpädagoge
- 1976: Hans Richter, deutscher Maler und Filmkünstler des Dadaismus
- 1976: George Hoyt Whipple, US-amerikanischer Pathologe
- 1977: Maximilian Graf von Attems-Heiligenkreuz, österreichischer Botschafter, Volkswirtschaftler und Schriftsteller
- 1977: Edmond Hamilton, US-amerikanischer Autor
- 1978: Roland Kohlsaat, deutscher Comiczeichner, Illustrator und Autor
- 1979: Luise Albertz, deutsche Politikerin, Oberbürgermeisterin von Oberhausen, MdL, MdB („Mutter der Bedrängten“)
- 1980: Gastone Nencini, italienischer Radrennfahrer
- 1981: Donald Wills Douglas, US-amerikanischer Flugzeugbauer
- 1981: Arnold Huebner, deutscher Soldat
- 1981: Eric Hultén, schwedischer Botaniker und Phytogeograph
- 1981: Mischa Mischakoff, Geiger und Musikpädagoge ukrainischer Herkunft
- 1981: Ernst Pepping, deutscher Komponist
- 1981: Geirr Tveitt, norwegischer Komponist und Pianist
- 1985: Anton Kutter, deutscher Regisseur und Konstrukteur eines neuen Spiegelteleskops (Kutter-Schiefspiegler)
- 1986: Dick James, britischer Musikverleger

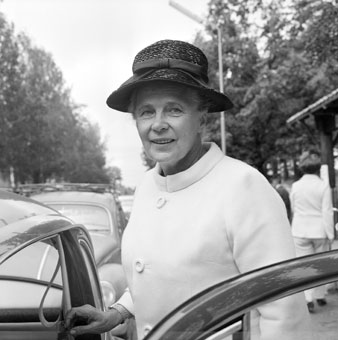
Alva Myrdal († 1986)

- 1986: Alva Myrdal, schwedische Soziologin und Politikerin, Nobelpreisträgerin
- 1986: Ida Rhodes, US-amerikanische Mathematikerin
- 1987: Christian Broda, österreichischer Politiker
- 1987: Sala Burton, US-amerikanische Politikerin
- 1987: Gustav Knuth, deutscher Schauspieler
- 1988: Johannes Bours, deutscher römisch-katholischer Theologe und Schriftsteller
- 1988: Heather O’Rourke, US-amerikanische Filmschauspielerin
- 1989: Karel Bodlák, tschechischer Literaturkritiker, Dichter und Lehrer
- 1989: Elaine de Kooning, US-amerikanische Malerin
- 1990: Roman Brodmann, Schweizer Dokumentarfilmer
- 1990: Peter Racine Fricker, englischer Komponist

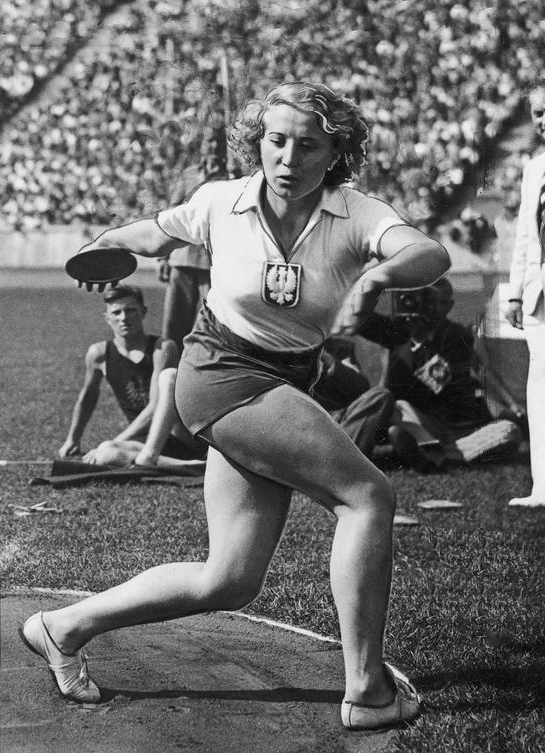
Jadwiga Wajs († 1990)

- 1990: Jadwiga Wajs, polnische Leichtathletin
- 1991: Shirō Kuramata, japanischer Produktdesigner und Innenarchitekt
- 1994: Tom Kines, kanadischer Folk-Sänger, Volksmusiksammler und Multiinstrumentalist
- 1995: Richey James Edwards, britischer Musiker (vermutliches Todesdatum)
- 1995: Karl Gruber, österreichischer Politiker und Diplomat
- 1996: Willi Bäuerle, deutscher Politiker, MdB
- 1997: Ed Danowski, US-amerikanischer American-Football-Spieler
- 1998: Marga Faulstich, deutsche Glaschemikerin
- 1999: Barış Manço, türkischer Sänger, Komponist und Fernsehproduzent
- 2000: Wilhelm Kümpel, deutscher Domorganist und Kirchenmusikdirektor
- 2000: Jean-François Malle, französischer Autorennfahrer

### 21. Jahrhundert
- 2001: John Pierrakos, US-amerikanischer Psychiater
- 2002: Raimund Gensel, deutscher Schauspieler

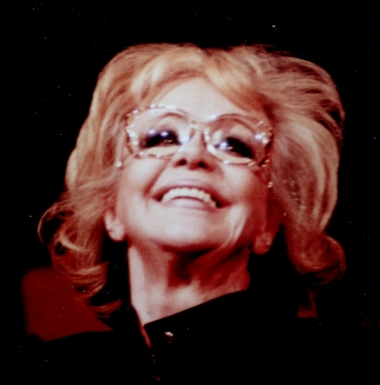
Hildegard Knef († 2002)

- 2002: Hildegard Knef, deutsche Schauspielerin, Chansonsängerin und Autorin
- 2002: Daniel Pearl, US-amerikanischer Journalist (Wall Street Journal)
- 2002: Pierre Vago, französischer Architekt, Redakteur und Verbandsfunktionär
- 2003: Mongo Santamaría, kubanischer Perkussionist
- 2004: Tyoni Batsiua, nauruische Gewichtheberin
- 2004: Rocco Clein, deutscher Musiker und Musikjournalist
- 2004: Ally MacLeod, schottischer Fußballspieler und -trainer
- 2005: Werner Arnold, Schweizer Profi-Radsportler
- 2005: Anderl Heckmair, deutscher Alpinist und Bergführer
- 2005: John Vernon, kanadischer Schauspieler
- 2005: Jean-Pierre Warner, britischer Jurist, Generalanwalt am Europäischen Gerichtshof
- 2007: Karl Aurand, deutscher Physiker
- 2007: Ray Berres, US-amerikanischer Baseballspieler und -trainer
- 2007: Ahmad Abu Laban, dänisch-palästinensischer Imam

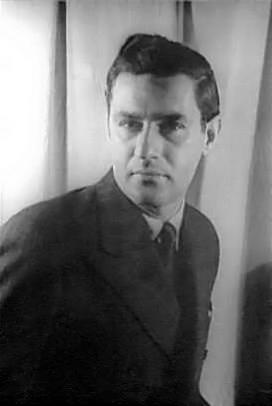
Gian Carlo Menotti († 2007)

- 2007: Gian Carlo Menotti, US-amerikanischer Komponist
- 2007: Antonio María Javierre Ortas, spanischer Kurienkardinal
- 2007: Gerd Pfeiffer, deutscher Jurist, Präsident des Bundesgerichtshofs
- 2008: Hans Roth, österreichischer Unternehmer
- 2009: Franz Xaver Eder, deutscher Physiker
- 2009: Lukas Foss, US-amerikanischer Komponist
- 2009: Jim McWithey, US-amerikanischer Automobilrennfahrer
- 2010: Rodolfo de Anda, mexikanischer Schauspieler, Filmregisseur und -produzent
- 2010: Dieter Meichsner, deutscher Schriftsteller, Dramaturg, Drehbuchautor und Produzent
- 2010: Justin Mentell, US-amerikanischer Filmschauspieler
- 2011: Heinz-Werner Arens, deutscher Politiker, MdL, Präsident des Landtags von Schleswig-Holstein
- 2012: Angelo Dundee, US-amerikanischer Boxtrainer
- 2012: Wisława Szymborska, polnische Dichterin, Nobelpreisträgerin
- 2012: Elisabeth Trube-Becker, erste deutsche Professorin für Rechtsmedizin
- 2013: Ed Koch, US-amerikanischer Politiker
- 2014: Luis Aragonés, spanischer Fußballspieler und -trainer
- 2014: Prospero Nale Arellano, philippinischer Geistlicher, Prälat von Libmanan

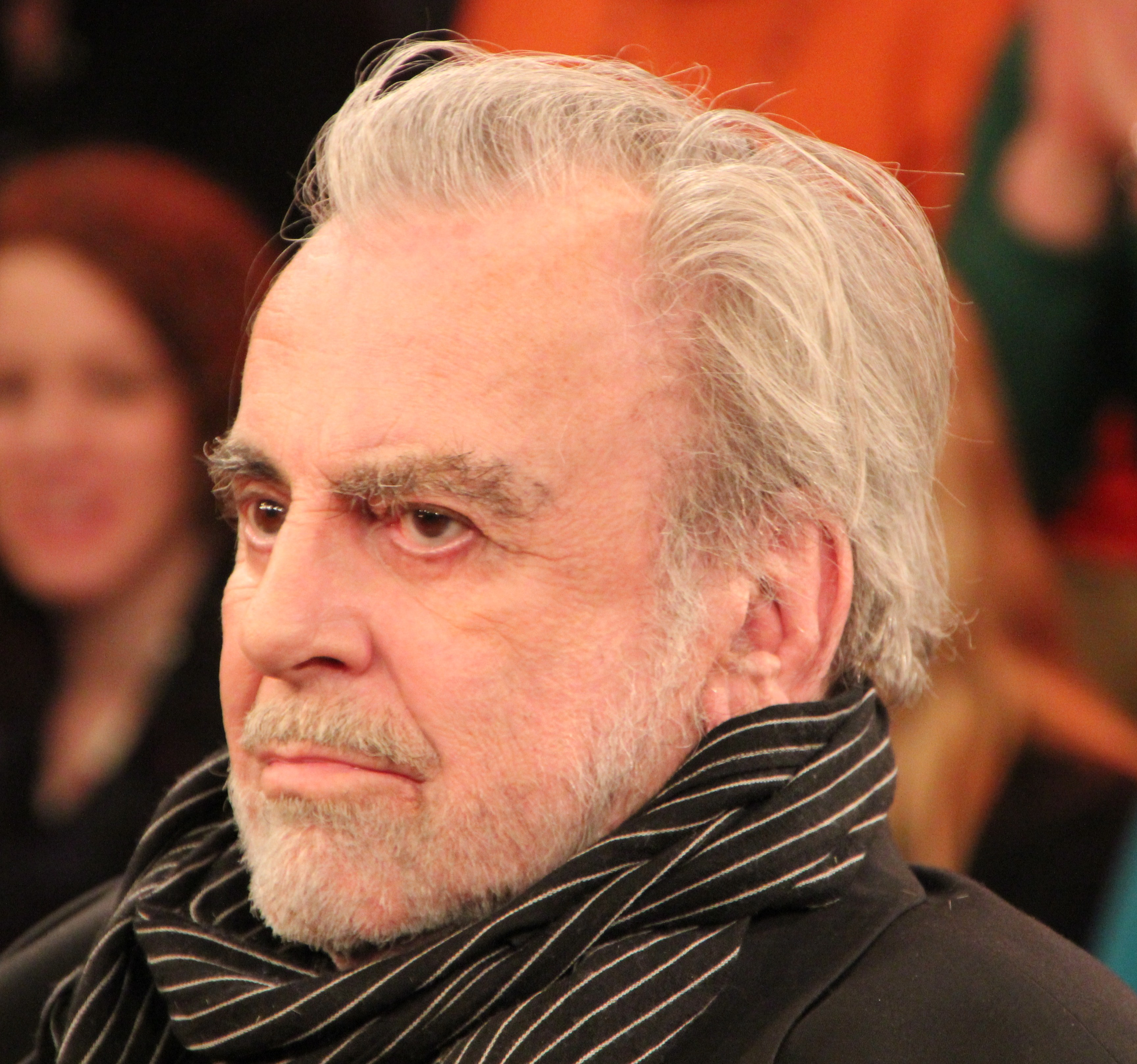
Maximilian Schell († 2014)

- 2014: Maximilian Schell, österreichisch-schweizerischer Schauspieler, Regisseur und Produzent
- 2015: Martin Ťapák, tschechischer Schauspieler, Regisseur, Drehbuchautor und Choreograph
- 2016: Jim Reeves, deutscher Sänger, Songwriter und Musikproduzent
- 2017: Kerstin Gähte, deutsche Schauspielerin
- 2017: Étienne Tshisekedi, kongolesischer Politiker
- 2018: Dennis Edwards, US-amerikanischer Sänger
- 2018: Barys Kit, belarussischer Mathematiker, Physiker, Chemiker und Raketenwissenschaftler
- 2019: Georg-Friedrich Kahl, deutscher Arzt, Pharmakologe und Toxikologe
- 2019: Ursula Karusseit, deutsche Schauspielerin
- 2020: Elisabeth Schnell, Schweizer Schauspielerin und Radiomoderatorin
- 2021: Mark Jensen, kanadischer Rennrodler
- 2022: Endo Anaconda, Schweizer Sänger, Songtexter und Schriftsteller
- 2022: Stanisław Olejniczak, polnischer Basketballspieler
- 2022: Ellen Tiedtke, deutsche Schauspielerin und Kabarettistin
- 2023: René Schérer, französischer Philosoph
- 2023: Roland Muhlen, US-amerikanischer Kanute
- 2024: Carl Weathers, US-amerikanischer Schauspieler

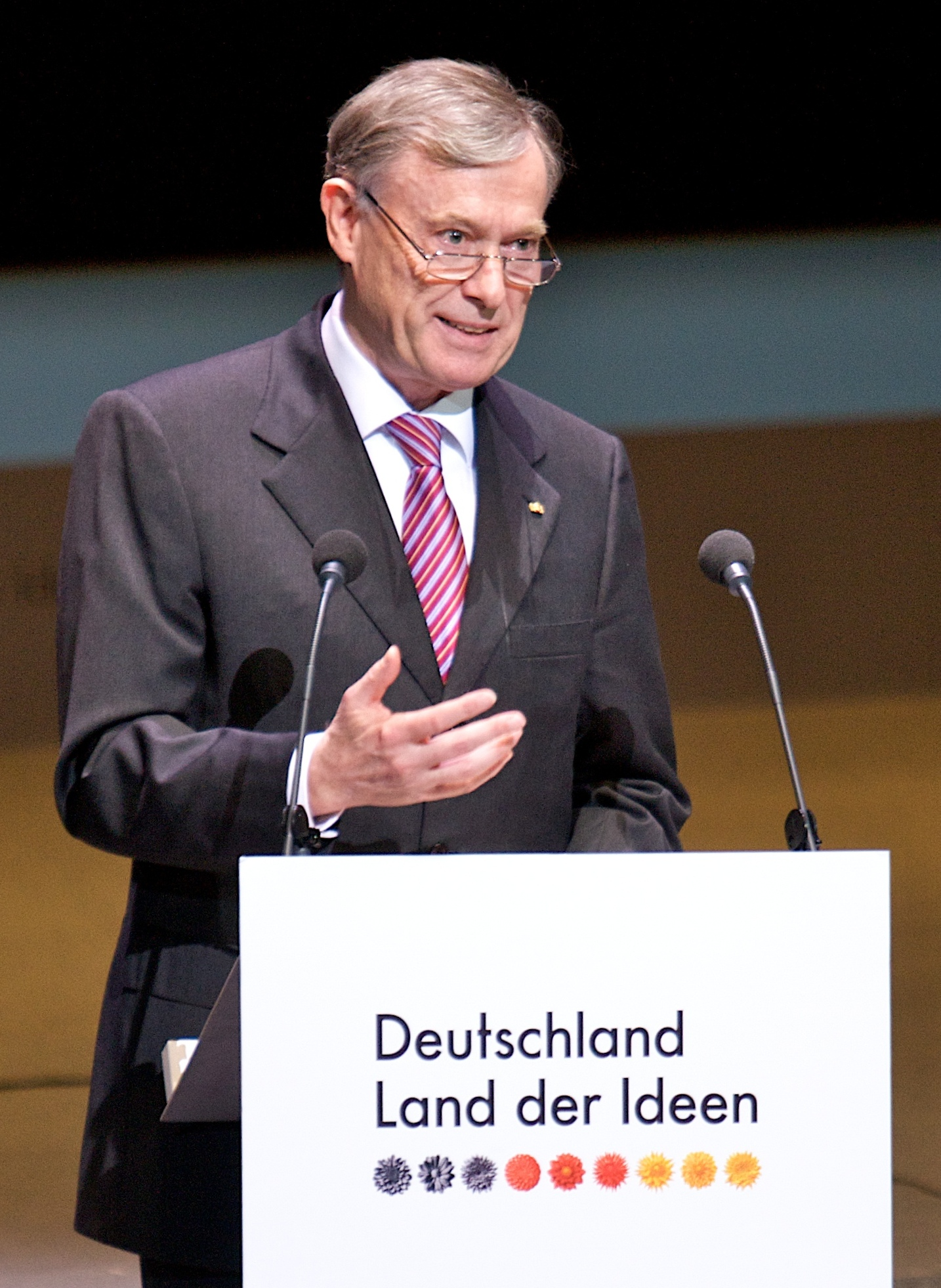
Horst Köhler

- 2025ː Dagmar Beiersdorf, deutsche Filmemacherin und Malerin
- 2025: Gerd Edler von Löw, deutscher Brigadegeneral des Heeres
- 2025: Horst Köhler, deutscher Bundespräsident

## Feier- und Gedenktage
- Kirchliche Gedenktage
  - Hl. Brigida von Kildare, irische Äbtissin (anglikanisch, katholisch, orthodox)
  - Claus Harms, deutscher Pfarrer (evangelisch)
  - Hl. Severus von Ravenna, römischer Bischof und Schutzpatron (katholisch)
  - Hl. Perpetua und Felicitas, Märtyrerinnen (orthodox)

- Namenstage
  - Brigitte

- Staatliche Feier- und Gedenktage
  - Bulgarien: Gedenktag für die Opfer des Kommunismus (2011)
  - Irland: Imbolg oder St. Brigid’s Day

Weitere Einträge enthält die Liste von Gedenk- und Aktionstagen.